# Streik

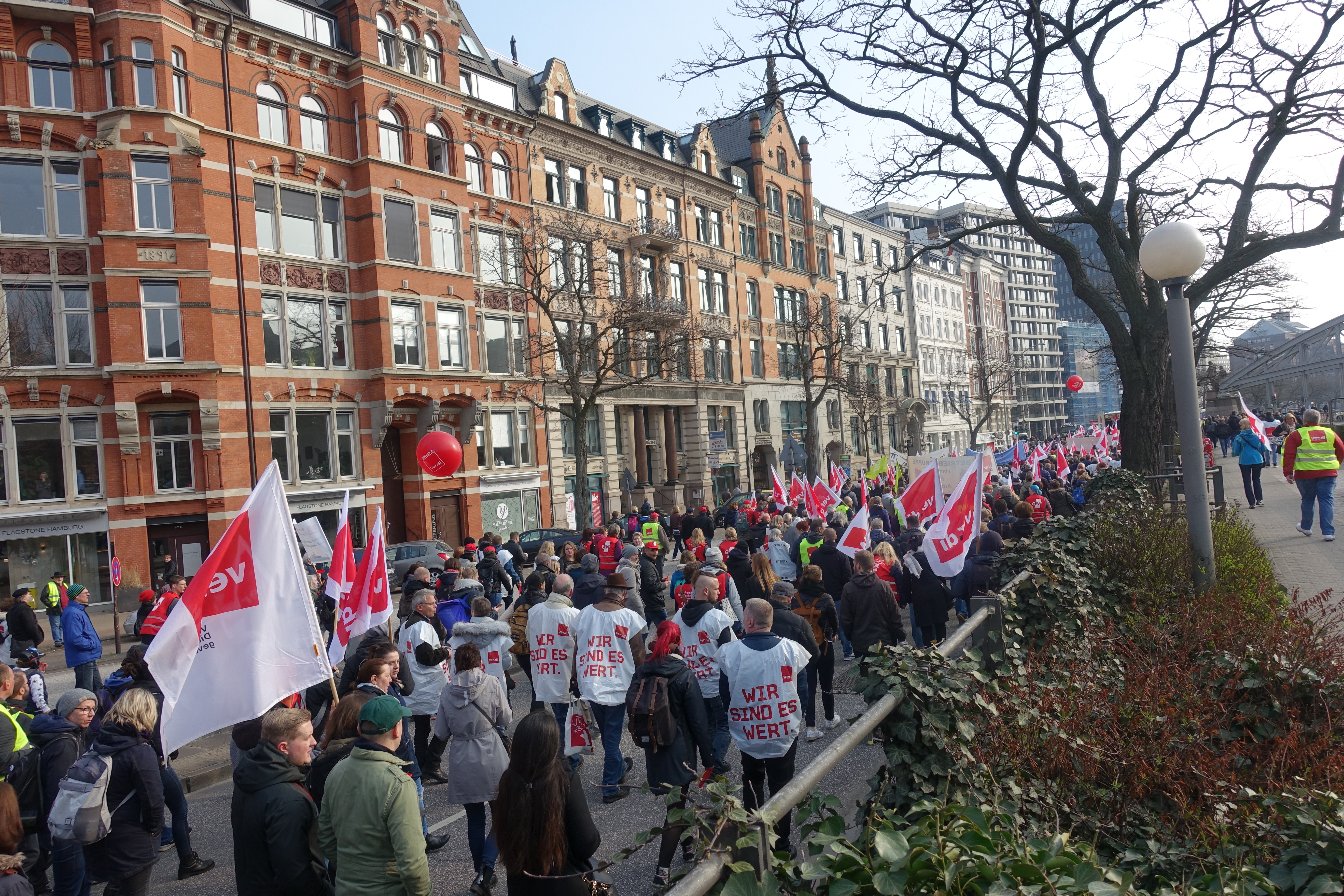
Streik im Öffentlichen Dienst in Hamburg am 12. April 2018

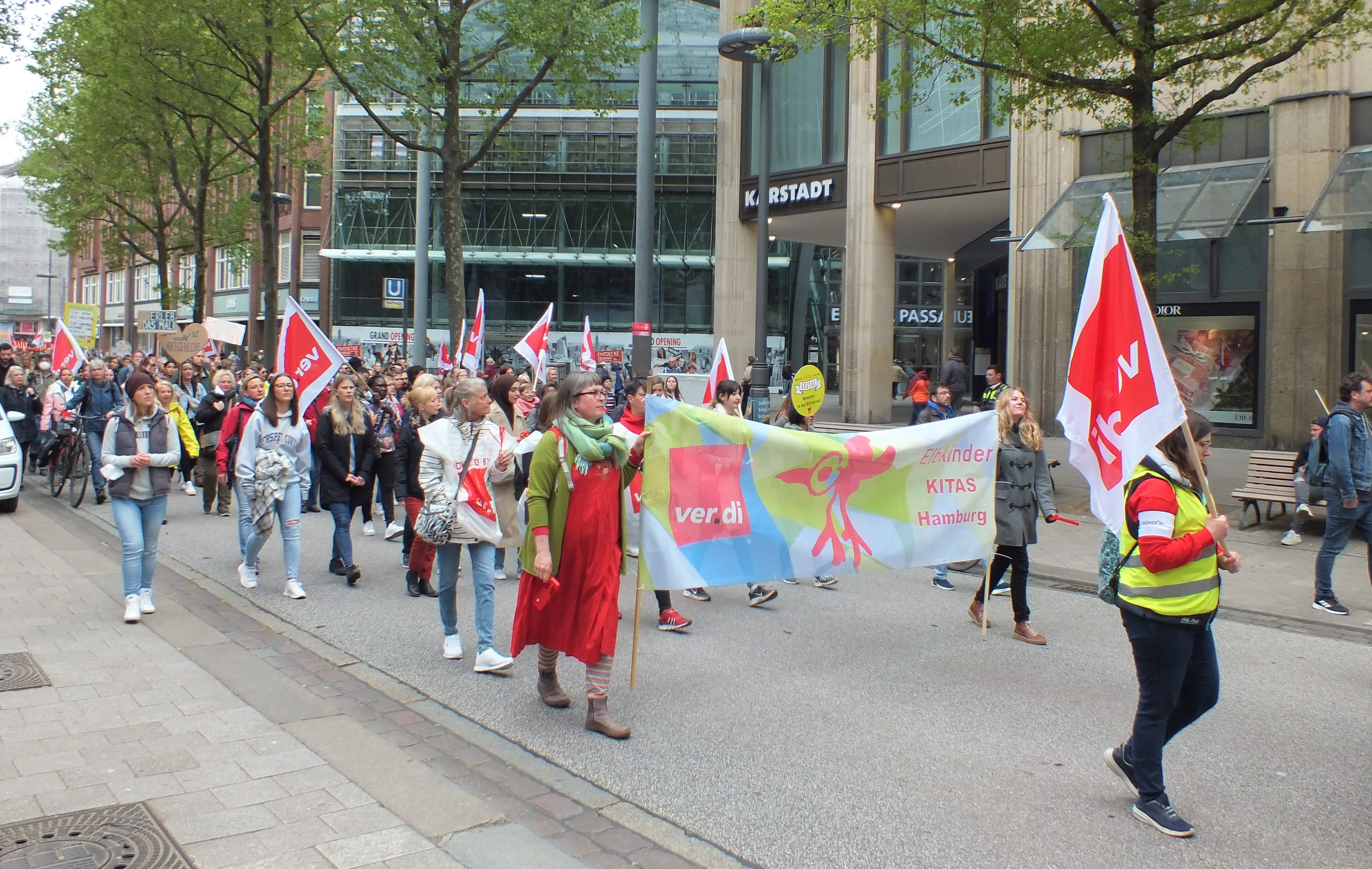
Kita-Warnstreik der Sozial- und Erziehungsdienste am 13. Mai 2022 in Hamburg

Ein Streik ist im Arbeitskampf eine vorübergehende Niederlegung der Arbeit durch eine verhältnismäßig große Anzahl von Arbeitnehmern, die ein gemeinsames Ziel im Rahmen ihrer Arbeits- und Beschäftigungsverhältnisse erreichen wollen. Die kollektive Arbeitsniederlegung verletzt – nach dem kollektiven Arbeitsrecht der Bundesrepublik Deutschland – nicht ihre Arbeitspflicht, da für die Dauer des Streiks das Beschäftigungsverhältnis als suspendiert gilt.

## Allgemeines
Der Streik kann sehr verschiedenartige Ziele und Adressaten haben. Im Rahmen der grundgesetzlich garantierten Tarifautonomie soll ein Streik, der erst nach Ablauf der Friedenspflicht zulässig ist, die Arbeitgeber dazu bewegen, den Forderungen der Gewerkschaften durch Abschluss eines entsprechenden Tarifvertrags nachzukommen. Eine wirkungsvolle Interessendurchsetzung ist den Gewerkschaften nur möglich, wenn sie ihren Forderungen durch Streiks Nachdruck verleihen können. Als wilder Streik wird die von einer Gewerkschaft nicht autorisierte Arbeitsniederlegung von Arbeitnehmern bezeichnet. Politische Streiks sollen Parlament und Regierung unter Druck setzen mit dem Ziel, dass bei deren Entscheidungen die Interessen der Streikenden berücksichtigt werden. In politisch zugespitzten Situationen können sie zu Generalstreiks auswachsen, die die Wirtschaft eines ganzen Landes lahmlegen.

## Etymologie
Das verdeutschte Lehnwort Streik entstand ersichtlich im Jahre 1810 aus „die Arbeit einstellen, schlagen“ (englisch strike), das in England seit 1768 nachgewiesen ist. Als 1768 in Sunderland Seeleute gegen schlechte Arbeitsbedingungen kämpfen wollten, gingen sie an Bord einiger im Hafen liegender Schiffe und ließen deren Rahen herunter (englisch strike the sails, deutsch die Segel streichen), um sie am Auslaufen zu hindern. Noch im selben Jahr verbreitete sich das Wort „strike“ für die Arbeitsniederlegung außerhalb der Seefahrt, vor allem in den Kohlegruben von Wales. Ebenfalls noch im Jahre 1768 streikten die Hutmacher und verweigerten die Arbeit, bis ihre Löhne angehoben wurden (englisch This day the hatters struck and refused to work till their wages are raised).
Seit 1810 und bis Anfang des 20. Jahrhunderts war im Deutschen die Schreibweise Strike verbreitet, die vor allem im Zusammenhang mit englischen Arbeitskämpfen verwendet wurde. Seit 1865, insbesondere in Verbindung mit dem Dreigroschenstreik, wurde der Begriff auch mit Deutschlandbezug verwendet, ab 1890 findet sich auch die Schreibweise streiken. In Gesetzestexte fand der ursprünglich mit der Sprache der Arbeiter assoziierte Begriff erst nach 1945 Eingang.
Die englische Urform findet sich heute für den Streik außer im Deutschen in vielen Fremdsprachen wieder (dänisch strejke, schwedisch strejk, norwegisch streik, kroatisch shtrajk, serbisch-kyrillisch штрајк, polnisch straik oder ungarisch sztrájk).

## Geschichte

### Streiks in vorindustrieller Zeit

Der sogenannte „Papyrus der Streiks“, geschrieben von Amunnakht, zwischen 1187 und 1157 v. Chr., Neues Reich. Museo Egizio, Turin.

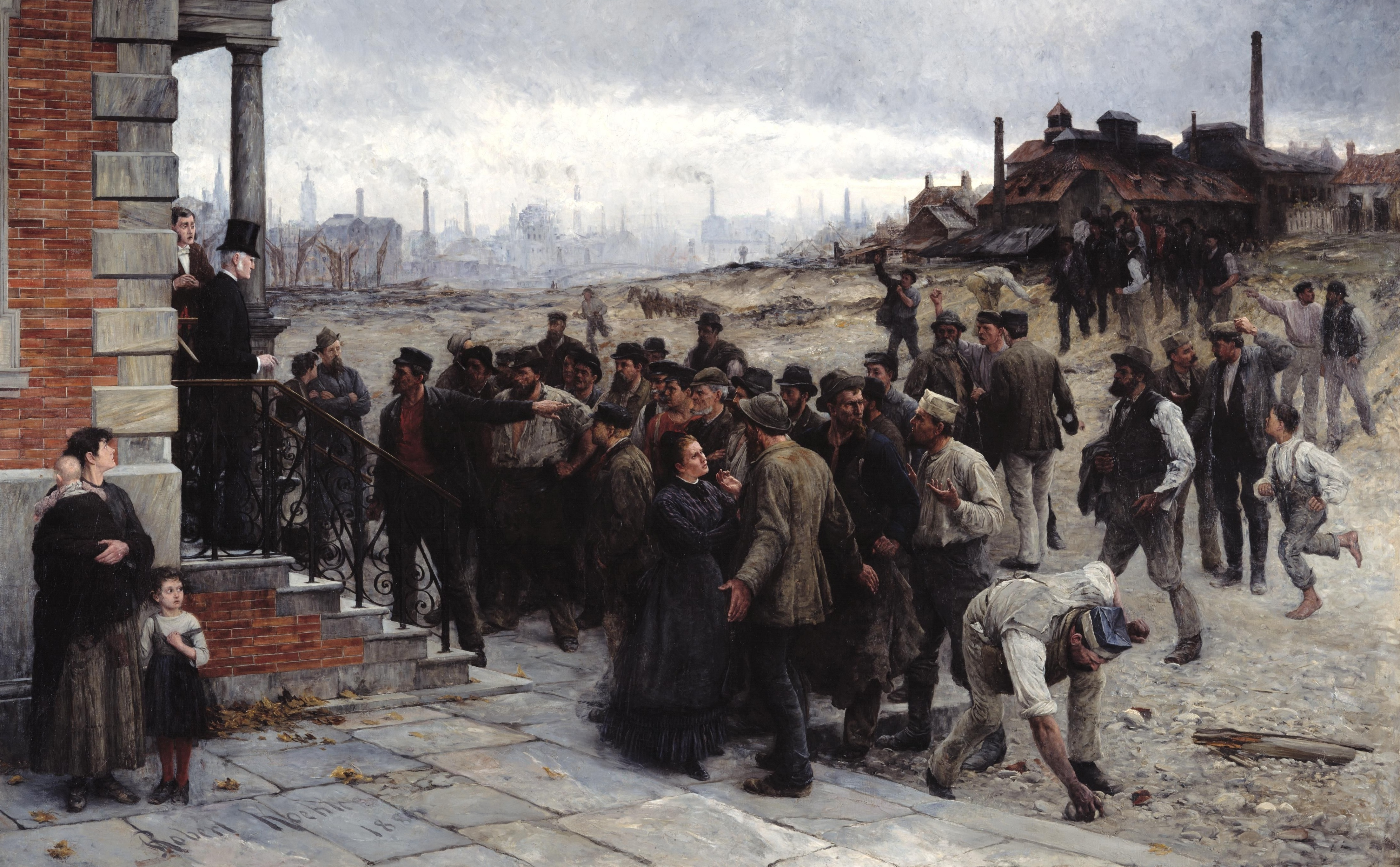
Der Streik
Gemälde von Robert Koehler, 1886

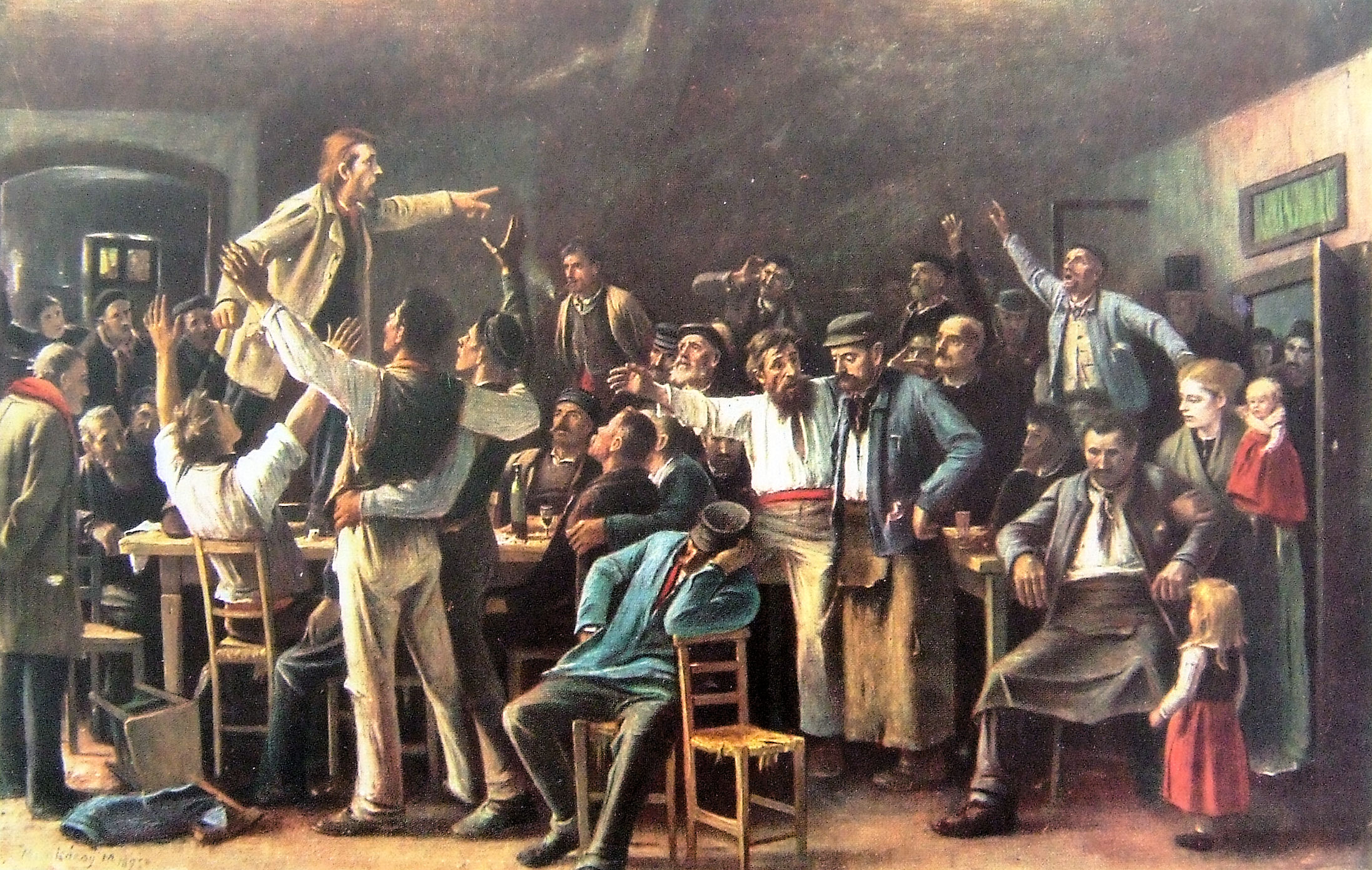
Streik
Gemälde von Mihály von Munkácsy, 1895

Mit dem Schlachtruf „Wir sind hungrig!“ wird in einem Papyrus des Schreibers Amun-Nechet vom ersten bekannten Streik der Geschichte, dem Streik von Deir el-Medineh, berichtet. Die mit dem Bau der Königsgräber in Theben-West im Alten Ägypten beschäftigten Arbeiter legten am 10. Peret II (4. November) 1159 v. Chr. im 29. Regierungsjahr der Regentschaft des Pharao Ramses III. die Arbeit nieder, weil sie seit achtzehn Tagen nicht mit ihrem Deputat an Getreide entlohnt worden waren.
Zahlreiche Streiks sind auch aus dem mittelalterlichen Deutschland bekannt. Der erste berichtete Streik im Heiligen Römischen Reich ist durch ein Dokument aus dem Jahr 1329 verbürgt: Damals streikten in Breslau die Gürtlergesellen ein Jahr lang. Ebenfalls legten Mitte des 14. Jahrhunderts in Speyer die Webergesellen aufgrund von niedrigen Löhnen ihre Arbeit nieder und lenkten erst nach mehreren Angeboten der Meister ein. Obwohl die Handwerkerzünfte die Zahl der Meister und Lehrlinge begrenzten, gab es besonders in den größeren Städten ein Überangebot an Arbeitskräften und die Meister nutzten diese Situation aus. Auch kam es aus einem ungewöhnlichen Grund im 15. Jahrhundert zu einem zehnjährigen Streik: Aufgrund eines Streites über ihren Platz an der Spitze einer Festtagsprozession, der ihnen von anderen Zünften streitig gemacht wurde, streikten im Elsass die Colmarer Bäckergesellen. Die Stadt gab schließlich nach, als sich die Bäckerzünfte der Nachbarstädte mit den Colmarer Bäckern solidarisierten.
Auch auf dem Gebiet des heutigen Österreich gab es ab dem Mittelalter eine Reihe von Arbeitsniederlegungen, so den Streik der Salinenarbeiter in Tirol 1345. Während der Bauernkriege von 1525 streikten die Bergknappen in Salzburg und Tirol. Die Streikbewegung der Wiener Schuhmachergesellen begann 1715 und erreichte ihren Höhepunkt 1722.

### Streiks in modernen Industriegesellschaften

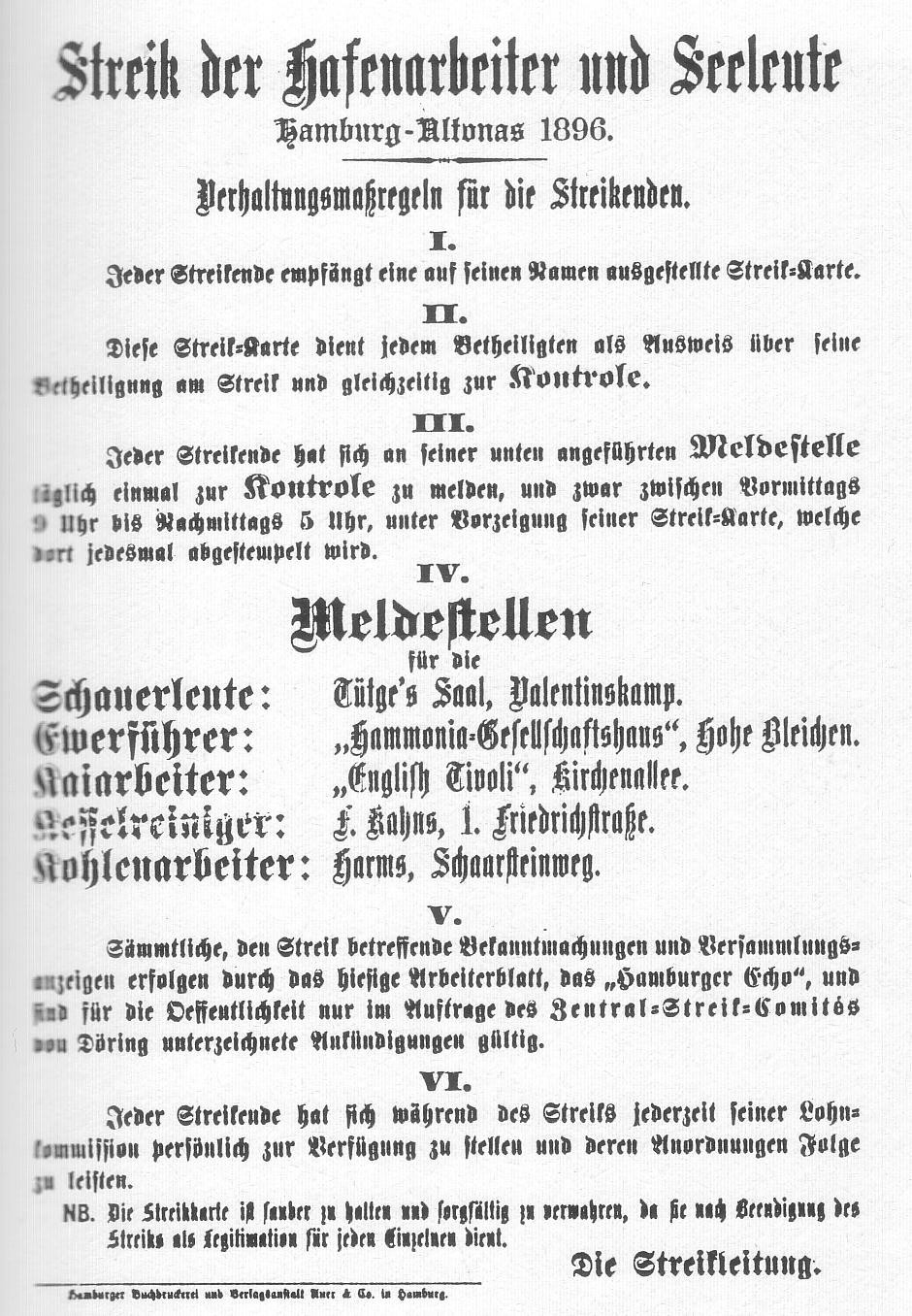
Flugblatt vom November 1896
zum Hamburger Hafenarbeiterstreik
mit Anweisungen zum Verhalten
und zur Bedeutung der Streikkarten

Durch den dauerhaft auftretenden Konflikt zwischen Kapital und Arbeit als stabilen gesellschaftlichen Großgruppen setzten sich Streiks als Form der Interessenvertretung während der Industriellen Revolution weitgehend durch, obwohl staatlicherseits immer wieder versucht wurde, sie für illegal zu erklären.
Für Deutschland begann die Industrialisierung in der Mitte des 19. Jahrhunderts, während sie in England und Frankreich einige Jahrzehnte früher erfolgte und dementsprechend Streiks dort eine längere Geschichte haben. Ein früher Streik in Deutschland war 1850 der Textilarbeiterstreik im Kreis Lennep. Er wurde zum Vorreiter, obwohl in den 1850er Jahren Gewerkschaften und gewerkschaftsähnliche Vereine verboten waren: Allein im Jahr 1857 zählte man in Deutschland 41 Streiks. Als in den 1860er Jahren die Kämpfe zunahmen, konnte die Repression gegen Gewerkschaften und Arbeiterbewegung nicht mehr aufrechterhalten werden. Der Dreigroschenstreik der Leipziger Buchdruckergesellen von 1863 trug zur Gewerkschaftsgründung bei.
In der Gründerzeit der 1870er Jahre führte die gute Konjunktur in Verbindung mit einem weiteren Industrialisierungsschub zu einer neuen Streikwelle. Deutschland war neben Frankreich und England zur dritten Industriemacht auf dem Kontinent aufgestiegen, dementsprechend wurden Streiks und Konflikte zwischen Kapital und Arbeiterbewegung zu einem Massenphänomen. Auch die einzelnen Streiks wurden größer: Am Waldenburger Bergarbeiterstreik 1869/70 beteiligten sich etwa 7000 Arbeiter. Im Jahr 1872 zählte man mindestens 362 Streiks mit etwa 100.000 Beteiligten.
Immer lauter wurde dabei der Ruf der Arbeiterbewegung nach einer Verbesserung des weitgehend ungeregelten rechtlichen Status der Arbeiter – erste Erfolge waren zu verzeichnen: Die Buchdrucker stritten im Frühjahr 1873 bereits erfolgreich um einen Tarifvertrag. Erste Erfolge von Streiks und Arbeiterbewegungen führten zur staatlichen Gegenreaktion: Im Jahr 1878 wurden auf Initiative von Bismarck die sogenannten Sozialistengesetze erlassen, mit denen sowohl Arbeiterparteien als auch Gewerkschaften verboten wurden. Man hoffte, auf diese Weise Streiks und Lohnforderungen unterdrücken zu können. Als Strategie der Integration wurden gleichzeitig erste Maßnahmen der Sozialgesetzgebung verwirklicht.
Der Kampf der Arbeiter um bessere Lebensbedingungen ließ sich jedoch nicht einfach verbieten – Streiks traten trotz Verbot immer wieder auf. Während der weiteren Geschichte des Kaiserreichs kam es insbesondere im Ruhrbergbau zu großen Streiks, denn hier verweigerten sich die Unternehmer jeder Form von Kompromiss. Unter dem scharfen antigewerkschaftlichen Kurs der Bergbauunternehmer eskalierten in den Jahren 1889 und 1905 zwei revierweite Streiks zu bürgerkriegsähnlichen Auseinandersetzungen. Am Streik von 1889 beteiligten sich nahezu alle Bergarbeiter des Ruhrgebiets, rund 90.000 Personen, ohne dass es einen zentralen Streikaufruf gegeben hatte. Eine für den Obrigkeitsstaat nicht unübliche militärische Intervention hatte bereits in der ersten Streikwoche elf Tote und zwei Dutzend Verwundete als Opfer zur Folge. Trotz der blutigen Niederschlagung war auch dieser Streik nicht erfolglos: Er führte zu ersten Gewerkschaftsgründungen im Ruhrgebiet, zudem trug er maßgeblich dazu bei, das unter Bismarck verhängte Sozialistengesetz zu Fall zu bringen: Im Jahr 1890 konnten Gewerkschaften und Arbeiterparteien wieder legal auftreten.
Die Hamburger Maikämpfe im Jahr 1890 haben nach ihrem Scheitern die lokale Gewerkschaftsbewegung stark geschwächt, gleichzeitig trugen sie zur Zentralisation der Organisation auf Reichsebene bei. Ebenfalls in Hamburg weitete sich 1896 ein Streik der Seeleute und Hafenarbeiter zum regionalen Generalstreik aus, an dem bis zu 16.000 Personen teilnahmen und der 11 Wochen andauerte (Hamburger Hafenarbeiterstreik 1896/97). Erheblichen Einfluss auf die Bildung von zentralen Arbeitgeberverbänden hatte 1903/04 der Crimmitschauer Streik der Textilarbeiter. Blutig verlief der Streik der Kohlenträger in Berlin-Moabit wegen einer abgelehnten Lohnforderung im September 1910. Verhandlungen mit Arbeitervertretern wurden abgelehnt und Vermittlungsvorschläge blieben erfolglos. Es kam zu Straßenkämpfen; der Einsatz der Polizei wurde zunehmend brutaler. Sowohl auf Seiten der Streikenden wie der Polizei gab es Verletzte, ein Mensch starb.
In England fand, nach früheren kleineren Arbeitskämpfen, der große Streik der Dockarbeiter in London ein erhebliches öffentliches Interesse. Der Ausstand dauerte vom 15. August bis zum 16. September 1889. Die Arbeiter forderten einen Stundenlohn von 6 Pence und einen Mindestlohn von 2 Shilling pro Tag. Die bis zu 180.000 Streikenden konnten sich am Ende im Wesentlichen durchsetzen, nachdem sich der Bischof und der Lord Mayor of London sowie Kardinal Manning in den Konflikt mit den Unternehmensleitern der Docks vermittelnd eingeschaltet hatten. Am 15. März 1890 folgten über 200.000 Grubenarbeiter in Yorkshire und anderen Kohlendistrikten dem Beispiel der Dockarbeiter, die sich aber nach fünf Tagen mit einer geringen Lohnerhöhung zufriedengaben.
Im 19. Jahrhundert etablierte sich der Streik als eine der wichtigsten Methoden zur Interessenvertretung insbesondere der Industriearbeiter und Bergleute. Die Arbeitsniederlegungen waren zunächst spontane Vorgänge, ehe sie von den Gewerkschaften institutionalisiert wurden. Die Streiks folgten im Wesentlichen dem Konjunkturverlauf: In Krisenzeiten ging die Zahl der Streiks zurück, während in Zeiten der Hochkonjunktur die Zahl der Arbeitskämpfe und Streiks zunahm. Einer der folgenreichsten Streiks war der Bergarbeiterstreik von 1889 im Ruhrgebiet, der ein Auslöser für die Gründung der Bergarbeitergewerkschaften war.

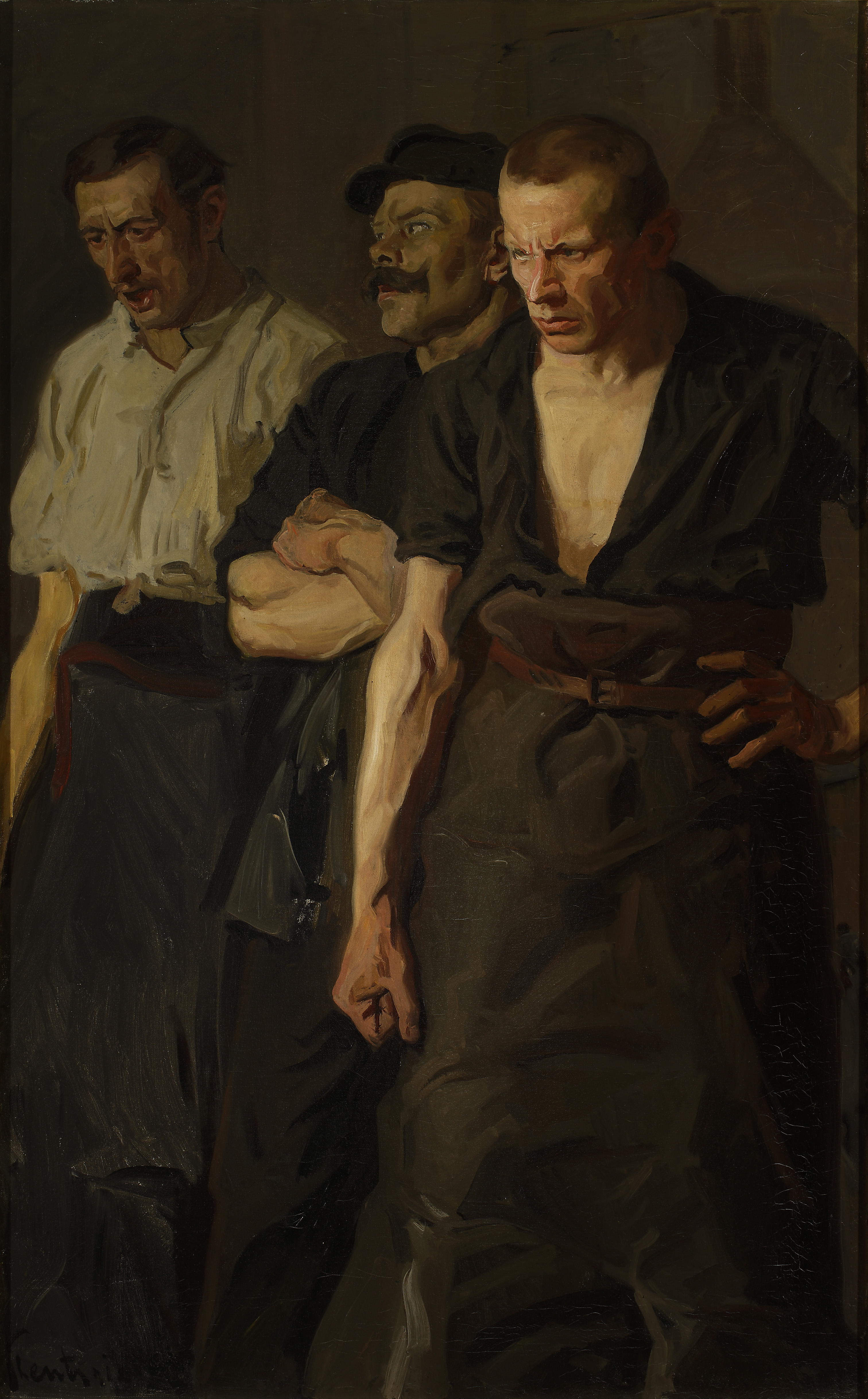
Streik, Gemälde von Stanisław Lentz, 1910

Über den wirtschaftlichen Bereich hinaus diskutierte die Arbeiterbewegung seit dem Ersten Weltkrieg auch über Streiks zur Durchsetzung politischer Ziele. Die Massenstreikdebatte in der deutschen Sozialdemokratie vor dem Ersten Weltkrieg endete mit einem Formelkompromiss, der eher einer Absage gleichkam. Während des Ersten Weltkrieges wurde die bisher übliche konjunkturbedingte Durchführung von Arbeitskämpfen durchbrochen. Vor dem Hintergrund des Versorgungsmangels und der Kriegsmüdigkeit kam es in dieser Zeit zu ersten politisch motivierten Streiks gegen den Krieg. In der Novemberrevolution folgten weitere Streiks, wie etwa die Januarkämpfe 1919 und die Märzstreiks 1919 mit ihrer Forderung nach Sozialisierung der Industrie. Beide Bewegungen wurden blutig niedergeschlagen. Nach dem Ersten Weltkrieg glich sich die Häufigkeit und Dauer der Arbeitskämpfe wieder im Wesentlichen dem Konjunkturverlauf an. Eine Ausnahme war der Generalstreik der Arbeiter-, Angestellten- und Beamtenorganisationen während des Kapp-Putsches im Jahr 1920. Dagegen hatten Arbeitsniederlegungen zur Abwehr des Nationalsozialismus während der Weltwirtschaftskrise wegen der Massenarbeitslosigkeit keinen Erfolg.

### Großbritannien
Die langfristigen Konjunkturen von Streiks hängen eng zusammen mit der Ausgestaltung der sozialen Verhältnisse eines Landes, wie das Beispiel Großbritannien zeigt. Anders als in Deutschland kam es dort lange nicht zu einer umfassenden staatlichen Sozialgesetzgebung, wodurch Streiks als Mittel der Selbsthilfe notwendig waren. In Großbritannien kam es 1926 (4. bis 12. Mai) zu einem landesweiten Generalstreik. Aufgerufen dazu hatte der britische Gewerkschaftsbund (Trades Union Congress) nach einer Aussperrung der Bergleute durch die Bergwerksbesitzer, die Lohnkürzungen und Arbeitszeitverlängerungen durchsetzen wollten. Die Regierung setzte die Armee ein. Soziale Kämpfe und Streiks erreichten Höhepunkte in der Weltwirtschaftskrise der 1930er Jahre, ebbten während des Zweiten Weltkrieges ab. Jedoch hatte sich der politische Druck so erhöht, dass die britische Labour-Regierung Ende der 1940er Jahre mit dem Aufbau eines umfassenden Sozialstaates beginnen musste – eine Komponente davon etwa die Einheitskrankenversicherung NHS (National Healthcare System).
Erst als diese Einrichtungen in der Regierungszeit von Margaret Thatcher unter Beschuss gerieten, häuften sich auch wieder Streiks, die zunehmend energischer geführt wurden. Fast ein Jahr lang – vom 1. Dezember 1978 bis zum 12. November 1979 – erschien z. B. die Zeitung The Times wegen eines Arbeitskampfes, der sich an der geplanten Stellenstreichung durch die Modernisierung der Druckerei entzündet hatte, nicht.
Anfang der 1980er wehrte sich dann die Lokführer-Gewerkschaft Aslef gegen die von British Rail (damals Staatskonzern) gewünschte Einführung flexibler Arbeitszeiten. Schließlich stellte British Rail ein Ultimatum: Alle Streikenden würden entlassen, falls die Aslef-Mitglieder nicht zum Dienst auf E- und Dieselloks erschienen. Aslef gab nach. Die Financial Times attestierte der Premierministerin einen „Erfolg von spektakulären Ausmaßen“.
Zum Entscheidungskampf zwischen der Regierung und ihren Plänen für einen wirtschaftsliberalen Umbau der Gesellschaft unter Abschaffung des sozialstaatlichen Reglements wurde jedoch der Britische Bergarbeiterstreik 1984/1985. Trotz einer seit den 1930er Jahren kaum gekannten Solidarisierungswelle in allen Teilen des Landes und allen Schichten der Bevölkerung ging der Streik letztlich verloren, da die Regierung im Geheimen Kohlevorräte angelegt hatte. Die Niederlage verringerte die Macht der britischen Gewerkschaften dauerhaft und beschädigte das Selbstbewusstsein der Arbeiterbewegung nachhaltig.
Auch diese Entwicklung konnte jedoch weder die sozialen Konflikte beenden noch Streiks abschaffen: Eine weitere große Streikwelle im landesweiten Bahnverkehr erlebte England in den Jahren 1994/1995. Erst streikten die Weichensteller, dann die Lokführer.

### Streikrecht in der DDR
Die DDR-Verfassung vom Oktober 1949 garantierte in Art. 14 Abs. 2 das Streikrecht der Gewerkschaften. Der FDGB lehnte jedoch jeden Streik in der volkseigenen Wirtschaft ab, da er die Auffassung vertrat, dass der Streik in der DDR ein Streik gegen die Arbeiter selbst sei, weil sich das Volk im Besitz der Produktionsmittel befinde. Das Gesetzbuch der Arbeit (GBA) vom April 1961 erwähnte das Streikrecht nicht mehr, auch nicht das im Januar 1978 in Kraft getretene Arbeitsgesetzbuch (AGB). Auch im gesamten übrigen Ostblock sozialistischer Staaten gab es kein verfassungsmäßig gesichertes Streikrecht.
Der größte Streik in der DDR war der Aufstand der DDR-Arbeiter am 17. Juni 1953, bei dem sich die arbeitende Bevölkerung gegen eine Erhöhung der Arbeitsnormen wehrte. Dieser Streik wurde von sowjetischen Truppen niedergeschlagen, hatte jedoch auf ökonomischem Gebiet Erfolg: Die Normenerhöhung wurde von der Staatsführung zurückgenommen. Später wurden in der DDR durch eine Kombination von Verbot, Repression und Sozialpolitik Streiks weitgehend verhindert.

### Streiks in der Bundesrepublik Deutschland

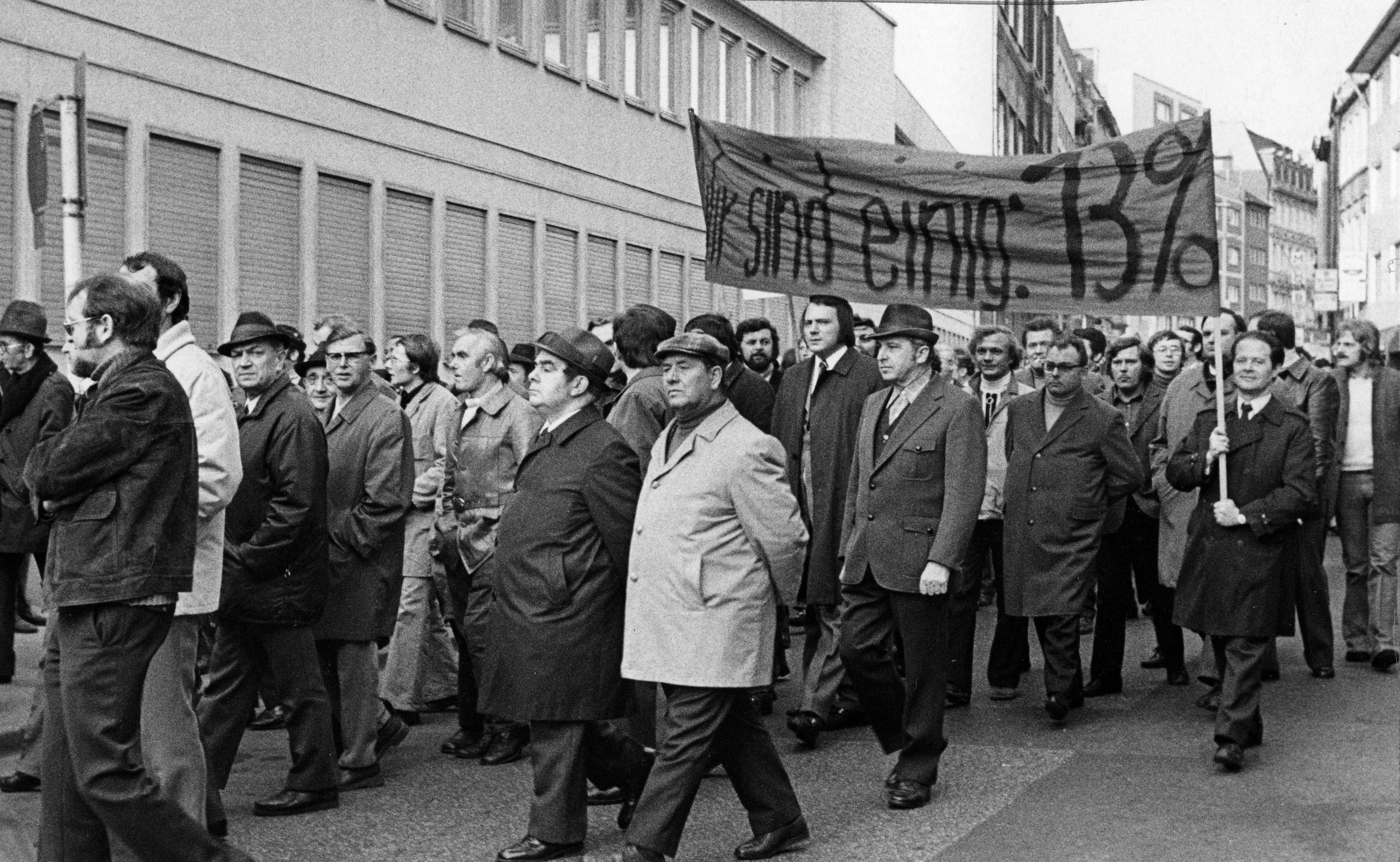
Demonstration vor dem Kölner Pressehaus beim Druckerstreik 1973

Auch in der Bundesrepublik Deutschland waren Sozialstaatlichkeit und Streikwellen eng verknüpft. Die ersten großen Streikbewegungen der Nachkriegszeit waren die sogenannten Stuttgarter Vorfälle von 1948, bei denen ein eintägiger Generalstreik gegen die Währungsreform und den Wegfall der Preisbindungen fast 10 Millionen Erwerbstätige zur Arbeitsniederlegung trieb – es handelte sich um den ersten und größten Generalstreik der westdeutschen Geschichte. In Stuttgart standen die Streikenden schließlich direkt der US-Besatzungsmacht gegenüber, die auch Panzer auffahren ließ. Zur Eskalation kam es jedoch nicht, allerdings mussten Zugeständnisse gemacht werden, was als Ursprung der „sozialen Marktwirtschaft“ gilt.
Im weiteren Verlauf der Geschichte kam zu keinem weiteren Generalstreiks dieses Ausmaßes, aber zu zahlreichen überregionalen Arbeitskämpfen um Lohnfragen und sozialstaatlichen Leistungen.
Der Streik um die Lohnfortzahlung bei Krankheit 1956/57 entwickelte sich zum längsten Arbeitskampf in Deutschland seit 1905. Er wurde von der IG Metall stellvertretend im Tarifbezirk Schleswig-Holstein geführt. Er begann am 24. Oktober 1956 und endete am 9. Februar 1957. Mehr als 34.000 Beschäftigte der Metallindustrie erstreikten nach 114 Tagen einen Tarifvertrag, der die Arbeiter bei Krankheit mit den Angestellten gleichstellte, da auch ihnen der Lohn bei Krankheit eine Zeitlang (zuletzt 6 Wochen) weitergezahlt wurde. Die erzielte Vereinbarung wurde später zur Grundlage einer gesetzlichen Regelung.
Ein Novum für Deutschland waren die zwei Wellen spontaner („wilder“) Streiks im September 1969 mit 140.000 Beteiligten und im Mai bis Oktober 1973 mit rund 275.000 Beteiligten. Sie machten den Gewerkschaften ihr Monopol auf die kämpferische Interessenvertretung und Streikorganisation streitig.
Große Flächenstreiks von mehrwöchiger Dauer führte die IG Metall um Lohnerhöhungen 1951 (Hessen), 1954 (Bayern), 1963 (Baden-Württemberg), 1971 (Baden-Württemberg), 1974 (Unterweser), 1995 (Bayern), darüber hinaus 1973 (Baden-Württemberg) unter anderem um die „Steinkühlerpause“, 1978 (Baden-Württemberg) für einen Absicherungstarifvertrag gegen Lohnabgruppierung, 1978/79 (nordrhein-westfälische Stahlindustrie) um Arbeitszeitverkürzung (erster Anlauf zur 35-Stunden-Woche). Einige dieser Streiks beantworteten die Arbeitgeber mit großflächigen Aussperrungen.
Im Februar 1974 streikte der Öffentliche Dienst drei Tage lang und erreichte damit eine Lohnerhöhung von 11 %.

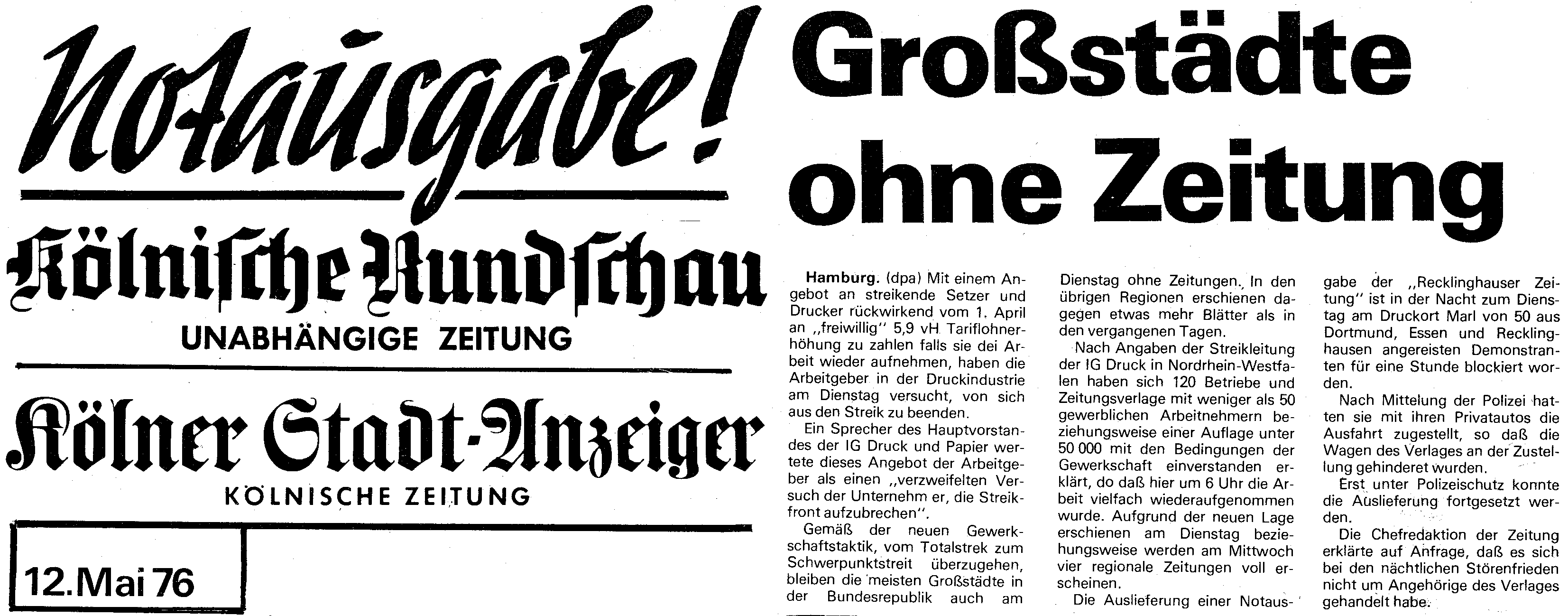
Gemeinsame Notausgabe der beiden größten Kölner Tageszeitungen anlässlich des Druckerstreiks 1976 (erster Abschnitt der Titelseite)

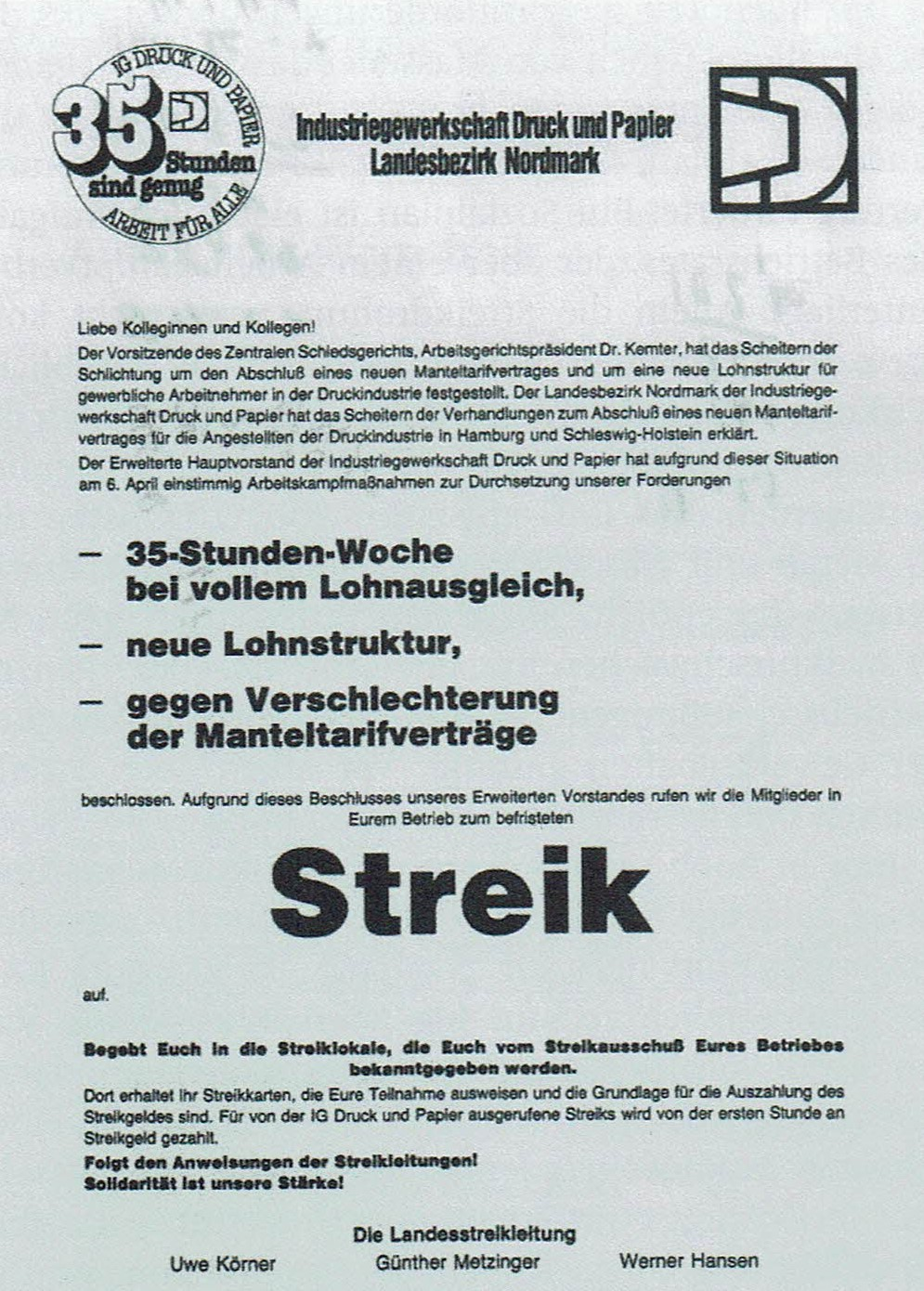
Streikaufruf der IG Druck und Papier 1984 zur 35-Stunden-Woche

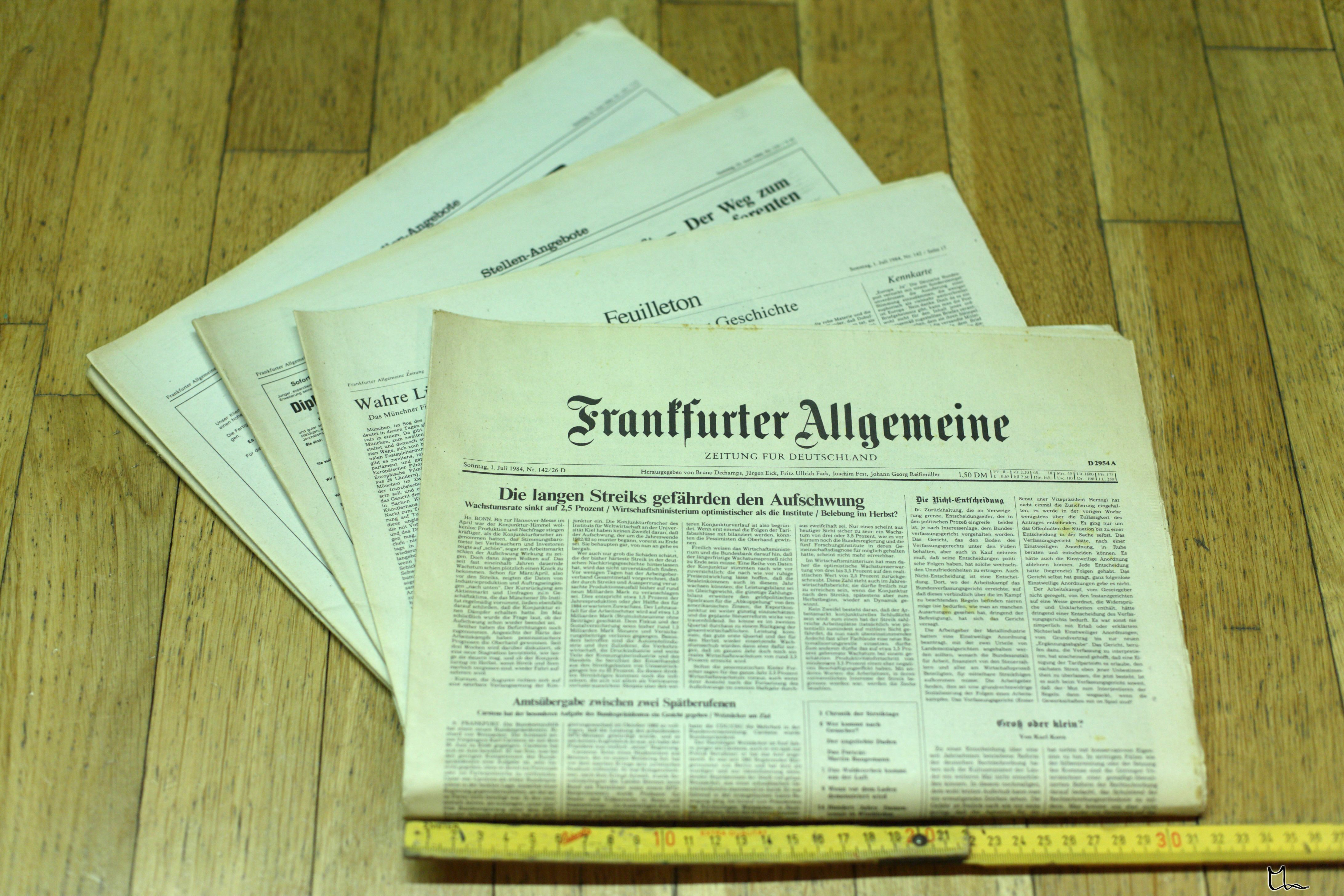
Erste umfangreichere FAZ-Notausgabe vom 1. Juli 1984 nach dreiwöchigem Streik im deutlich kleineren Berliner Format

Im Juli 1984 kam es zum Doppelstreik der IG Metall in der Elektro- und Metallindustrie sowie der IG Druck und Papier in der Druckindustrie mit dem Ziel der 35-Stunden-Woche. Beide Gewerkschaften erreichten eine Verkürzung der Wochenarbeitszeit zunächst auf 38,5 Stunden; erst in den späteren Jahren wurde von ihnen schrittweise die 35-Stunden-Woche erreicht. Im Mai 1992 gab es einen Arbeitskampf der ÖTV.
Der im Mai 2003 von der IG Metall veranstaltete Streik um die Einführung der 35-Stunden-Woche in der Elektro- und Metallindustrie Ostdeutschlands scheiterte, lediglich in der Stahlindustrie kam es zur stufenweisen Einführung der 35-Stunden-Woche. Am 9. Januar 2004 traten 50 Mitarbeiter der Herweg-Busbetriebe, einer Tochter der Leverkusener Kraftverkehr Wupper-Sieg (KWS), in den Streik gegen Niedriglöhne. Dieser Streik dauerte bis 8. Februar 2005, also 395 Tage, und ist damit einer der längsten Streiks in der Geschichte Deutschlands. Sechs Monate ab 7. Oktober 2005 dauerte der Streik bei der deutschen Catering-Firma GateGourmet am Flughafen Düsseldorf, einer Tochterfirma der Texas Pacific Group, von der Gewerkschaft Nahrung-Genuss-Gaststätten.

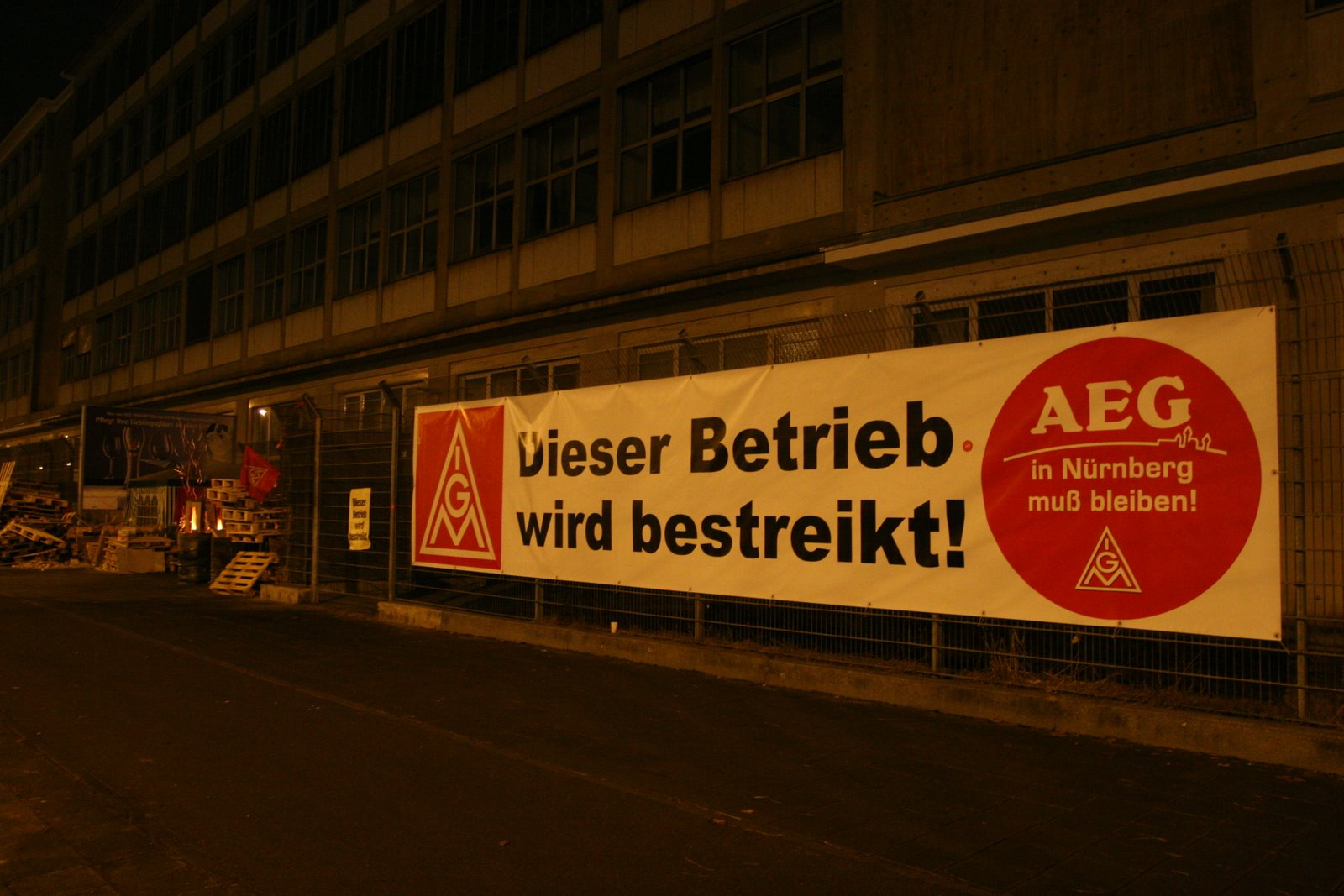
Streikplakate am Nürnberger AEG-Werk im Februar 2006

Nach angedrohter Werkschließung streikten die Beschäftigten der AEG Nürnberg 2006 vier Wochen lang für einen Sozialtarifvertrag mit großzügigen Abfindungen.
Im Sommer und Herbst 2007 streikten die in der Gewerkschaft Deutscher Lokomotivführer organisierten Mitarbeiter der Deutschen Bahn AG mehrfach bis zu 30 Stunden. Während dieser Zeit hat die Deutsche Bahn mehrere Einstweilige Verfügungen vor Arbeitsgerichten erwirkt, die Streiks verboten oder einschränkten. Am 2. November 2007 hat das Landesarbeitsgericht Sachsen in einer Eilentscheidung ein Arbeitsgerichtsurteil, das Streiks im Güter- und Fernverkehr der Bahn verboten hatte, aufgehoben. Damit wurde, vorläufig abschließend, festgestellt, dass das Streikrecht einen hohen Schutz durch die Verfassung genießt und der in der Rechtsprechung zum Teil entwickelte Grundsatz, dass es nur einen Tarifvertrag pro Betrieb geben dürfe, aufgehoben.
Besonders aufgrund hoher Inflationsraten kam es Anfang 2023 zu mehreren Streiks, unter anderem um einer Senkung des Reallohns der Arbeiter entgegenzuwirken. Bei einem Streik der EVG und Ver.di beteiligten sich zum ersten Mal auch Klimaaktivisten der Gruppe Fridays for Future an einer Kundgebung. Außerdem streikten mehrere Branchen zeitgleich um eine höhere Wirkung zu erzielen. Aufsehen erregte auch ein erfolgreicher Streik gegen einen LKW-spediteur, welcher versuchte den Arbeitskampf mit einem Schlägertrupp zu brechen.

## Streikformen
Es gibt drei Formen des Streiks, und zwar die Arbeitseinstellung, den Bummelstreik und den Dienst nach Vorschrift. Der Streik im engeren Sinne ist die kollektive Arbeitseinstellung. Eine Arbeitseinstellung liegt vor, wenn Arbeitnehmer nicht an der Arbeitsstätte erscheinen oder sich dort zwar einfinden, aber nicht ihre Arbeit aufnehmen (Sitzstreik). Beim Bummelstreik liegt eine Schlechtleistung der Arbeitspflicht vor; der Dienst nach Vorschrift führt durch die übergenaue Befolgung von Vorschriften zur Störung des Arbeitsablaufs oder zum Erliegen des Betriebs.
Eine weitere Unterscheidung erfolgt nach
- Streikmotiv: Proteststreik, Sympathiestreik, Warnstreik;
- Art der Durchführung: Generalstreik, Voll- oder Teilstreik, Schwerpunktstreik, Bummelstreik.

Streikarten
- Abwehrstreik: Verhinderung von Verschlechterungen der Arbeitsbedingungen oder der sozialen Sicherheit
- Betriebsstreik: Erfasst Beschäftigte eines bestimmten Betriebes
- Blitzstreik: Sehr kurzfristig organisierte Arbeitsniederlegung ohne die sonst übliche vorherige Ankündigung einige Tage im Voraus
- Bummelstreik: Es wird langsamer als normal gearbeitet
- Dienst nach Vorschrift: Beamte nehmen Vorschriften genauer, arbeiten dadurch langsamer
- Generalstreik: Streik aller Arbeitnehmer einer Volkswirtschaft
- Organisierter Streik: Gewerkschaftlich genehmigter Streik
- Politischer Streik: Streik gegen oder für politische Ziele, gilt in Deutschland als verboten; in anderen Ländern teilweise erlaubt
- Proteststreik: Befristet, gegen einen konkreten Vorfall gerichtet
- Punktstreik (auch: Rollierender Streik): Abwechselnd werden Abteilungen oder Produktionsstandorte bestreikt
- Schwerpunktstreik: Belegschaften ausgewählter Betriebe eines Wirtschaftszweiges oder, bei einem Streik in einem einzelnen Unternehmen, Arbeitnehmer betriebswichtiger Abteilungen streiken
- Solidaritätsstreik (auch: Sympathiestreik): Zum Ausdruck der Solidarität für Kollegen eines anderen Betriebes
- Teilstreik: Nur bestimmte Arbeitnehmergruppen oder Betriebsabteilungen streiken
- Vollstreik (auch: Flächenstreik): Streik aller Beschäftigten eines Wirtschaftszweiges
- Warnstreik: Kurzer oder begrenzter Streik, in Deutschland auch ohne Urabstimmung möglich
- Wellenstreik: kurzfristig angesetzter, unangekündigter Streik von relativ kurzer Dauer
- Wilder Streik: Ein Streik ohne Unterstützung einer Gewerkschaft, oft, aber nicht zwingend, spontan und unorganisiert

## Rechtsfragen

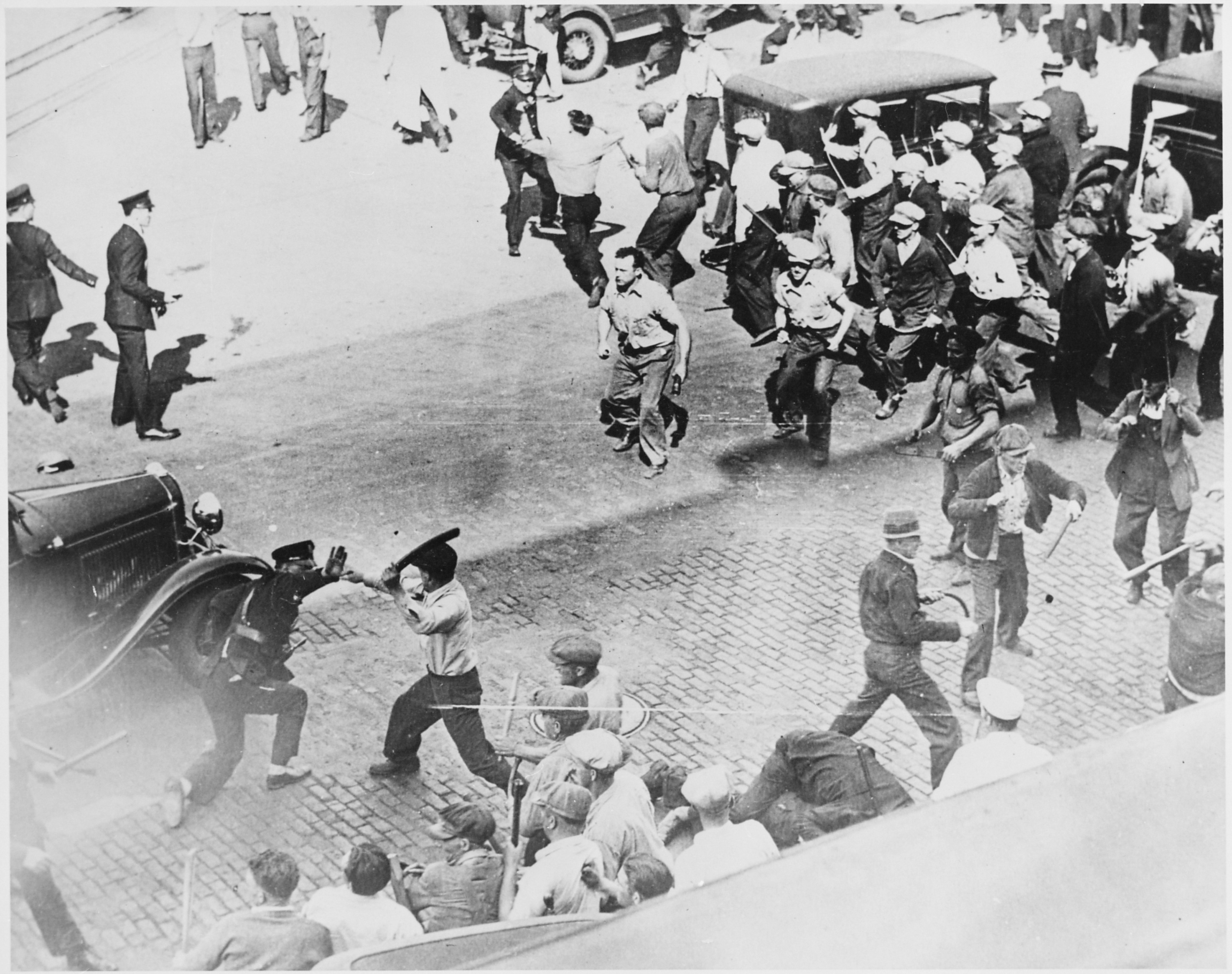
Streikende Teamsters im bewaffneten Straßenkampf mit Polizeieinheiten in Minneapolis, 1934

### Allgemeines
Das Grundgesetz (GG) schützt in Art. 9 Abs. 3 GG explizit Arbeitskämpfe, die „zur Wahrung und Förderung der Arbeits- und Wirtschaftsbedingungen“ geführt werden. Ein Grundrecht auf Streik, losgelöst von seiner funktionalen Bezugnahme auf die Tarifautonomie, gewährleistet Art. 9 Abs. 3 GG allerdings nicht. Im Grundsatz steht damit allen Arbeitnehmern ein Streikrecht zu. Ausgenommen vom Streikrecht sind lediglich die Beamten, Richter und Soldaten, sodass die im öffentlichen Dienst beschäftigten Arbeitnehmer (Angestellte und Arbeiter) und alle Arbeitnehmer aus der Privatwirtschaft streikberechtigt sind. In kirchlichen Einrichtungen dürfen Gewerkschaften nicht zu einem Streik aufrufen, wenn sie in ein Arbeitsrechtsregelungsverfahren organisatorisch eingebunden sind und das Verhandlungsergebnis für die Dienstgeberseite als Mindestarbeitsbedingung verbindlich ist.
Arbeitgeber können auf Streiks mit Aussperrung und Stilllegung antworten. Das Bundesarbeitsgericht (BAG) hat im März 1994 das „Arsenal“ der Arbeitskampfmittel der Arbeitgeberseite mit dem Recht zur Betriebsstilllegung bzw. zur Betriebsteilstilllegung im Arbeitskampf erweitert. Der Arbeitgeber ist danach nicht verpflichtet, die Produktion in einem bestreikten Betrieb oder Betriebsteil so weit wie möglich aufrechtzuerhalten. Er kann ihn für die Dauer des Streiks ganz stilllegen mit der Folge, dass die beiderseitigen Rechte und Pflichten aus dem Arbeitsverhältnis suspendiert werden und selbst arbeitswillige Arbeitnehmer ihren Lohnanspruch verlieren.

### Arbeitsentgelt
Während eines rechtmäßigen Arbeitskampfs sind die streikberechtigten Arbeitnehmer aufgrund des Streikrechts berechtigt, ihre Arbeitsleistung zu verweigern und von ihrer Arbeitspflicht befreit. Dabei erlischt jedoch gemäß § 615 BGB der Anspruch auf Arbeitsentgelt. Ist die Betriebsstörung auf den Streik anderer Arbeitnehmer desselben Betriebs zurückzuführen (Teilstreik), so verlieren die betroffenen Arbeitnehmer ihren Vergütungsanspruch. Zum Ausgleich dieses Verdienstausfalls gibt es für Gewerkschaftsmitglieder Streikgelder aus dem Streikfonds der Gewerkschaften.

### Beamtenstreik
In manchen Staaten haben auch Beamte ein Streikrecht, nicht aber in Deutschland. Abgesehen von landesrechtlichen Regelungen wird das Streikverbot als ein vom Grundgesetz geschützter hergebrachter Grundsatz des Beamtentums angesehen (Art. 33 Abs. 5 GG), wie das Bundesverfassungsgericht in seinem Urteil vom Juni 2018 bekräftigte. Das Streikverbot für Beamte erfüllt die für eine Qualifikation als hergebrachter Grundsatz notwendigen Voraussetzungen der Traditionalität und Substanzialität und ist deshalb vom Gesetzgeber zu beachten. Im Gegensatz dazu hatte das Bundesverwaltungsgericht Anfang 2014 die Auffassung vertreten, die Europäische Menschenrechtskonvention (EMRK) erlaube Ausnahmen von der Koalitionsfreiheit und dem damit verbundenen Streikrecht nur für Polizeivollzugsbeamte, Soldaten und hoheitlich tätige Personen, nicht aber für andere Beamte. Diesen Konflikt müsse der Gesetzgeber auflösen, wobei er den Beschäftigten des öffentlichen Dienstes außerhalb der genuin hoheitlichen Verwaltung ein Wahlrecht zwischen den Beschäftigungsverhältnissen einräumen oder eine Tarifbeschäftigung vorsehen könne. Gegen das Urteil des Bundesverfassungsgerichts waren Individualbeschwerden beim Europäischen Gerichtshof für Menschenrechte gemäß Artikel 34 der Europäischen Menschenrechtskonvention (EMRK) erhoben worden. Die Kammer, bei der die Rechtssache anhängig war, hat diese am 6. September 2022 gemäß Artikel 30 EMRK an die Große Kammer des Gerichtshofs abgegeben, die am 1. März 2023 verhandelt und am 14. Dezember 2023 die Klagen abgewiesen hat.
Unzulässig sind auch streikähnliche Maßnahmen wie der Bummelstreik (englisch go slow) oder der Dienst nach Vorschrift, der durch übertriebene Einhaltung von Vorschriften einer Arbeitsverweigerung nahe kommt. Auch streikähnliche kollektive Maßnahmen, die sich durch die Herabsetzung der Arbeitsleistung oder durch unbegründete Fehlzeiten äußern, verstoßen gegen die Pflicht zur gewissenhaften Amtsausübung.
Das Streikverbot erlaubt nicht, Beamte als Streikbrecher einzusetzen.

### Generalstreik
Der Generalstreik ist eine Streikaktion der gesamten Arbeiterschaft eines Landes oder einer Region. Gegen Ende des 19. Jahrhunderts favorisierte die wachsende internationale Arbeiterbewegung den Generalstreik für die Durchsetzung ökonomischer oder politischer Ziele.

### Politischer Streik
Der politische Streik ist dadurch gekennzeichnet, dass der unmittelbar wirtschaftlich Betroffene der Arbeitgeber ist, der Streikzieladressat jedoch ein Staatsorgan. Der politische Streik teilt sich in den Erzwingungsstreik und den Demonstrationsstreik auf. Während der Erzwingungsstreik auf die Durchsetzung der politischen Forderung abzielt, ist der Demonstrationsstreik eine politische Meinungsäußerung ohne Durchsetzungsabsicht. Ein erfolgreicher Erzwingungsstreik war der Generalstreik gegen den Kapp-Putsch vom März 1920, ein bekannter Demonstrationsstreik der Generalstreik gegen die Preisfreigabe am 12. November 1948. 
Der Politische Streik wird in der Bundesrepublik Deutschland verfassungs-, arbeits- und deliktsrechtlich seit 1952 als rechtswidrig angesehen, weil er einen Verstoß gegen die verfassungsmäßige Ordnung der staatlichen Willensbildung darstellt (Art. 20 Abs. 2 GG). Ausnahme ist ein Politischer Streik im Rahmen des Widerstandsrechtes, ein Generalstreik gegen den Kapp-Putsch wäre daher zulässig.
Der politische Demonstrationsstreik wird von der herrschenden Meinung als nicht durch Art. 9 Abs. 3 GG gedeckt angesehen, wobei diese Anschauung auf Gerichtsurteilen beruht, ohne dass ein explizites gesetzliches Verbot besteht.

### Schulstreik
Als Schulstreik wird umgangssprachlich eine Schulverweigerung durch Schüler, meist verbunden mit Demonstrationen während der Unterrichtszeit, zur Durchsetzung politischer Ziele bezeichnet. Da Schüler keine Arbeitsleistung erbringen, die sie vorenthalten könnten, handelt es sich um keinen Streik im engeren Sinne. Da die Schule bzw. deren Träger auch nicht vom Geschäftsverkehr ausgeschlossen wird, liegt auch kein Boykott vor.

### Höhere Gewalt
Streiks gelten außerhalb der Streikparteien (also Gewerkschaften, Arbeitgeber und Arbeitnehmer) als höhere Gewalt wie Unwetter oder sonstige Naturkatastrophen, beispielsweise bei einem Vertrag zwischen einem Verbraucher und einer bestreikten Fluggesellschaft. Der Bundesgerichtshof (BGH) ordnet die Androhung eines Streiks als ein vom Luftfahrtunternehmen nicht beherrschbares Ereignis ein. Die Streikandrohung durch die Gewerkschaft erfolge von außen und komme in der Regel nicht aus dem Innern des Unternehmens. Ein Streik stehe zudem außerhalb des Rahmens der normalen Tätigkeit des Unternehmens. Arbeitskämpfe seien in ihrem Ablauf unberechenbar und lägen damit außerhalb der durch das Luftfahrtunternehmen kontrollierbaren Regelungszusammenhänge. Den dem Begriff der höheren Gewalt immanenten Gesichtspunkt der Unabwendbarkeit – so der BGH – habe der Gesetzgeber dabei in der Weise berücksichtigt, dass außergewöhnliche Umstände nicht per se zum Wegfall der Ausgleichspflicht führten.
Hat bei einem Streik bei der Deutschen Bahn der Verbraucher ein Ticket im Voraus erworben und der Streik findet am vorgesehenen Reisetag statt, so hat der Fahrgast je nach Verspätung Anspruch auf eine anteilige Erstattung des Fahrpreises von bis zu 50 Prozent. Ein Eisenbahnunternehmen ist danach nicht berechtigt, in seine Allgemeinen Beförderungsbedingungen eine Klausel aufzunehmen, wonach es von seiner Pflicht zur Fahrpreisentschädigung bei Verspätungen befreit ist, wenn die Verspätung auf höherer Gewalt beruht. Allerdings soll künftig die Bahn bei höherer Gewalt keine Entschädigung mehr zahlen müssen, denn der künftige Art. 17 Abs. 8 Fahrgastrechte-VO wird lauten: „Ein Eisenbahnunternehmen ist nicht zur Zahlung einer Entschädigung verpflichtet, wenn es nachweisen kann, dass die Verspätung von schlechten Witterungsbedingungen oder großen Naturkatastrophen verursacht wurde, die den sicheren Betrieb des Verkehrsdienstes gefährdeten und die auch dann nicht hätten vorhergesehen oder verhindert werden können, wenn alle zumutbaren Maßnahmen ergriffen worden wären.“ Bei Sympathiestreiks können Mitarbeiter für im Streik befindliche Kollegen die Arbeit niederlegen, ohne selbst unmittelbar in den Arbeitskampf verwickelt zu sein.
Bei Pauschalreisen kann der Reiseveranstalter bei höherer Gewalt jederzeit vor Reisebeginn vom Reisevertrag zurücktreten (§ 651h BGB). Ist während der Reise die Beförderung des Reisenden an den Ort der Abreise oder an einen anderen Ort, auf den sich die Vertragsparteien geeinigt haben (Rückbeförderung), vom Vertrag umfasst und aufgrund unvermeidbarer, außergewöhnlicher Umstände nicht möglich, hat der Reiseveranstalter die Kosten für eine notwendige Beherbergung des Reisenden für einen höchstens drei Nächte umfassenden Zeitraum zu tragen, und zwar möglichst in einer Unterkunft, die der im Reisevertrag vereinbarten gleichwertig ist (§ 651k Abs. 4 BGB).

### Weitere Rechtsfragen
Wer seine Arbeit niederlegt, um Druck auf den Arbeitgeber auszuüben, handelt nach Auffassung des Bundesarbeitsgerichts nicht pflichtwidrig, wenn er sich an einem Streik beteiligt, der von einer Gewerkschaft organisiert wird. Umgekehrt kann die Beteiligung an einem nicht von einer Gewerkschaft durchgeführten Streik Schadensersatzforderungen auslösen und/oder als Kündigungsgrund dienen. Allerdings haben Arbeitnehmer auch bei einem BAG-konformen Streik für den Zeitraum ihrer Beteiligung keinen Anspruch auf Lohn oder Gehalt. Gewerkschaftsmitglieder erhalten in dieser Zeit Streikgeld.
Damit der von einer Gewerkschaft organisierte Streik von den Arbeitsgerichten als rechtmäßig behandelt wird, müssen bestimmte Bedingungen erfüllt sein. So sind Streiks für höheren Lohn während der Laufzeit eines Tarifvertrags unzulässig (Friedenspflicht). Auch wird in der Rechtsprechung regelmäßig verlangt, dass ein Streik verhältnismäßig ist und im konkreten Fall nur als letztes Mittel eingesetzt wird.
Nicht von einer Gewerkschaft durchgeführte Streiks werden häufig umgangssprachlich als „wilde Streiks“ bezeichnet. Trotz der oben genannten Risiken (Kündigungsgrund, Schadensersatzpflichten) werden sie als Kampfmittel eingesetzt, wenngleich auch anders deklariert (etwa als betriebliche Informationsveranstaltungen), so im Oktober 2004 bei Opel in Bochum. 1975/76 dauerte ein so genannter wilder Streik und eine begleitende Werksbesetzung in einer Zementfabrik in Erwitte 449 Tage. Sowohl der Streik als auch die Gegenmaßnahmen der Firma (Kündigungen) wurden später vom Bundesarbeitsgericht als rechtswidrig verworfen. Dessen Rechtsprechung war in solchen Fragen oft starken Schwankungen unterworfen.

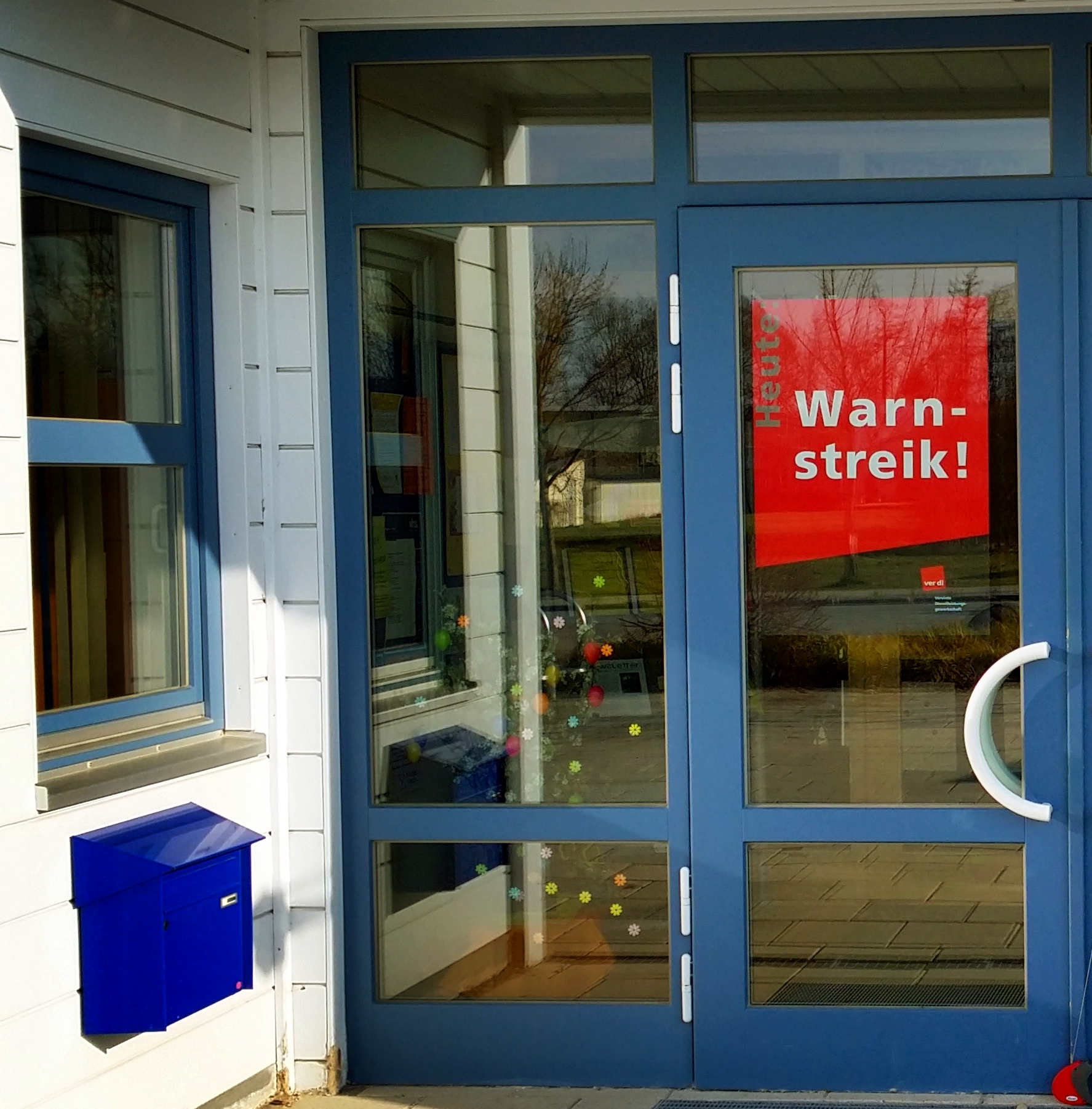
Infoplakat über einen Warnstreik

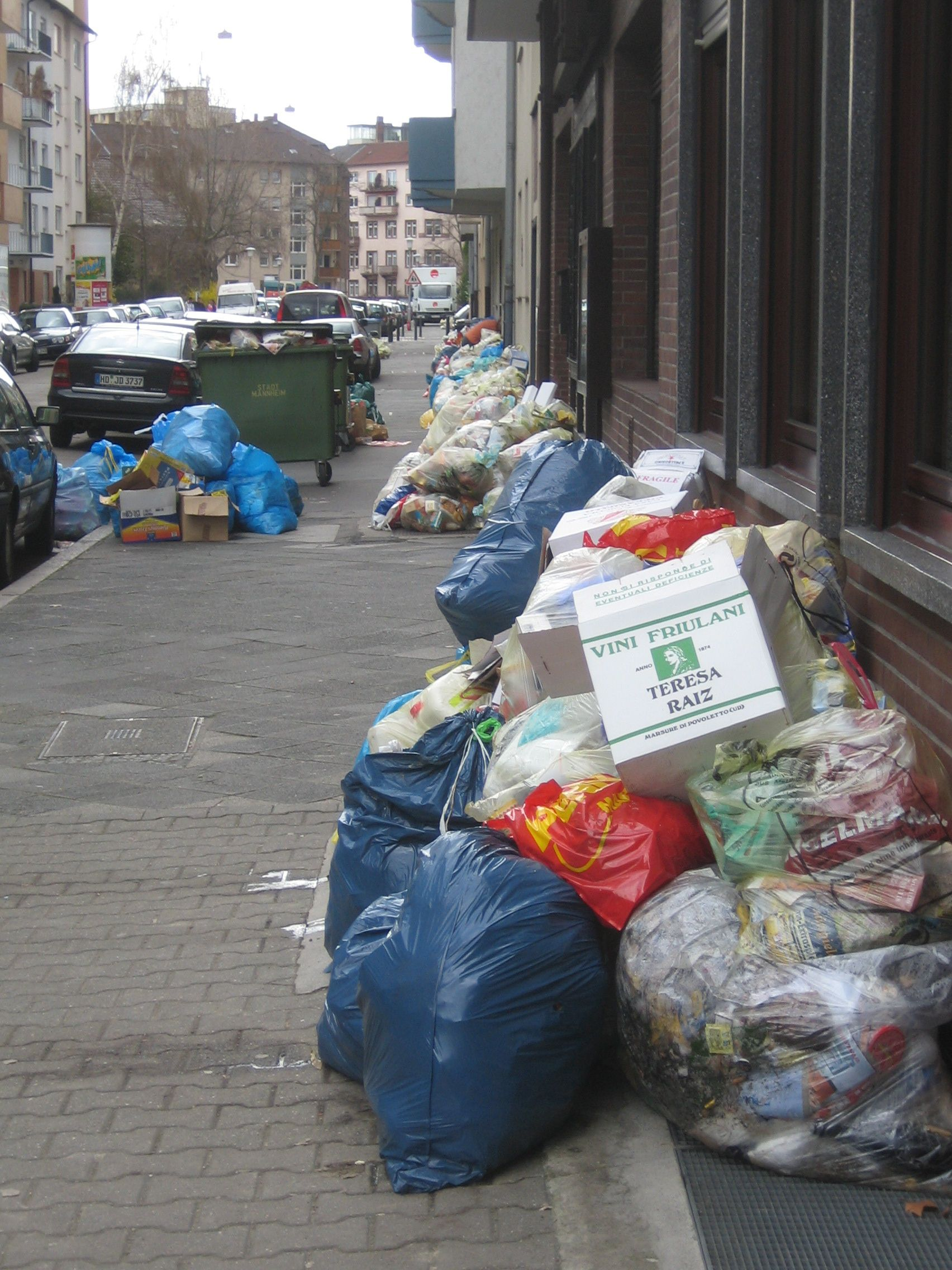
Liegen gebliebener Müll aufgrund des Streiks der Müllabfuhr (Mannheim 2006)

Wenn die Arbeitnehmer während der Tarifverhandlungen für kurze Zeit die Arbeit niederlegen, spricht man von einem Warnstreik. Er ist von normalen Streiks zu unterscheiden, der erst nach Auslaufen des gültigen Tarifvertrags erfolgt. Wenn die Tarifverhandlungen offiziell für gescheitert erklärt werden und – in den meisten Tarifbereichen – der Schlichtungsspruch einer neutralen Schlichtungskommission abgelehnt worden ist, erlischt die Friedenspflicht. Die Einleitung eines Streiks bedarf zudem noch von gewerkschaftlicher Seite des Streikbeschlusses des Hauptvorstands. In der Regel wird zuvor auch eine Urabstimmung durchgeführt, in der 75 % der betroffenen Gewerkschaftsmitglieder für den Streik stimmen müssen.
Vor den Toren der bestreikten Betriebe stehen in der Regel so genannte Streikposten. Diese sollen zum einen zum Ausdruck bringen, dass der Betrieb bestreikt wird, zum anderen sollen sie arbeitswillige Arbeitnehmer von der Arbeit abhalten. Das ist grundsätzlich zulässig, aber spätestens dann nicht mehr durch das Streikrecht gerechtfertigt, wenn die arbeitswilligen Arbeitnehmer rechtswidrig durch Druck (insbesondere physische Mittel) zum Fernbleiben genötigt werden. Arbeitnehmer, die gleichwohl in dem bestreikten Betrieb arbeiten, werden von den Streikenden als Streikbrecher bezeichnet. Sie erhalten gelegentlich vom Arbeitgeber eine sogenannte Streikbrecherprämie, deren Rechtmäßigkeit umstritten ist.
Bei einigen Streiks, zum Beispiel bei Streiks von Vertragsärzten, richten die Streikenden einen Notdienst ein, damit der Streik keine Gefahren für Leben oder Gesundheit verursacht.
Unter Hinweis auf das verfassungsrechtliche kirchliche Selbstbestimmungsrecht und das im kirchlichen Raum praktizierte Verfahren der Verhandlung in paritätischen Kommissionen mit Schlichtungsverfahren wird bestritten, dass die Arbeitnehmer der Kirchen und ihrer karitativen Einrichtungen ein Streikrecht haben. Das entspricht der bisherigen höchstrichterlichen Rechtsprechung und wurde zuletzt vom Arbeitsgericht Mannheim bestätigt. Es ist auch die Auffassung der überwiegenden Meinung in der Literatur. Dagegen hält etwa Harald Schliemann, Präsident des Kirchengerichtshof der Evangelischen Kirche in Deutschland und Richter am Bundesarbeitsgericht a. D. das Streikverbot, das kirchliche Arbeitgeber immer wieder behaupteten, für juristischen Unsinn. Mitarbeiter von diakonischen Einrichtungen nahmen ohne gerichtliche Auseinandersetzungen an Streiks 2001 in Vlotho, 2007 in Stuttgart, 2008 in Bielefeld, Mosbach, Hannover, 2011 in Hamburg, Oldenburg (Oldenburg), Hannover und 2012 in Bückeburg, Esslingen am Neckar, Gifhorn, Heidelberg und Mannheim teil.
Insgesamt ist während konjunkturellen Erholungen eine Erhöhung der Streikbereitschaft festzustellen: So gab es nach Angaben des Instituts der deutschen Wirtschaft in Deutschland 2005 weniger als 20.000, 2006 etwa 430.000 und im ersten Halbjahr 2007 bereits 500.000 streikbedingte Ausfallstage.

## International

### Frankreich
In Frankreich ist das Streikrecht als individuelles Grundrecht in der Verfassung verankert. Zwar sind politische Streiks offiziell illegal, Streiks gegen bestimmte sozial- und wirtschaftspolitische Belange werden jedoch nicht als politische Streiks angesehen. Auch Streiks, die sich gegen den Staat in seiner Funktion als Arbeitgeber richten, sind rechtmäßig. Im Bereich des Öffentlichen Dienstes ist gesetzlich geregelt, dass nur repräsentative Gewerkschaften zum Streik aufrufen dürfen. Während eines Streiks wird der Arbeitsvertrag ausgesetzt und die Beschäftigten erhalten für die Dauer des Streiks keinen Lohn.

### Griechenland
In Griechenland besteht keine Friedenspflicht. Wilde Streiks und rein politische Streiks sind formal rechtswidrig. Eine anerkannte Gewerkschaft muss zum Streik aufrufen. Einzelpersonen und nicht organisierte Beschäftigtengruppen dürfen nicht zum Streik aufrufen. Eine Generalversammlung der Gewerkschaft muss spätestens 24 Stunden vor Streikbeginn stattgefunden haben. In der Verfassung heißt es: „Streik ist ein Recht, das rechtmäßig gebildete Gewerkschaften ausüben können, um die wirtschaftlichen und allgemeinen arbeitsrechtlichen Interessen der arbeitenden Bevölkerung zu schützen.“

### Italien
In Italien wird der Streik als kollektiv auszuübendes individuelles Recht der abhängig Beschäftigten definiert und ihm wird Verfassungsrang zugeschrieben (Art. 40). Jede Gruppe von Beschäftigten, Gewerkschaften oder betriebliche Interessenvertretung kann zum Streik aufrufen (direkt oder Solidaritätsstreik). Auch der politische Streik ist bis auf zwei Ausnahmen rechtmäßig. Ein politischer Streik darf sich nicht gegen die demokratische Regierungsform als solche oder gegen die Verfassung wenden. Eine Urabstimmung ist nicht erforderlich. Wilde Streiks sind zulässig, aber finden eher selten statt. Seit 1990 gelten zudem für Teilbereiche des Öffentlichen Dienstes Einschränkungen.

### Schweiz
Die Bundesverfassung der Schweizerischen Eidgenossenschaft vom 18. April 1999 erkennt ein Streikrecht an. Sie bestimmt in ihrem Art. 28 über Koalitionsfreiheit in Abs. 3: «Streik und Aussperrung sind zulässig, wenn sie Arbeitsbeziehungen betreffen und wenn keine Verpflichtungen entgegenstehen, den Arbeitsfrieden zu wahren oder Schlichtungsverhandlungen zu führen.»
In der Schweiz gilt in einigen wichtigen Wirtschaftszweigen der Arbeitsfrieden. Er ist begründet auf ein Friedensabkommen zwischen Arbeitgeber- und Arbeitnehmerverbänden aus dem Jahr 1937. Dennoch kam es im März 2008 zum Streik bei der Officine der SBB in Bellinzona, der als wilder Streik begann, dann von der lokalen Gewerkschaft unterstützt wurde und mit einem Teilerfolg der Arbeiter endete.
Gestreikt wird zudem oft im Zusammenhang mit der Aushandlung von Gesamtarbeitsverträgen (Tarifverträgen), die anschliessend für ganze Branchen für verbindlich erklärt werden können. In Branchen, in denen keine Gesamtarbeitsverträge existieren, wird für partielle Verbesserungen der Arbeitsbedingungen gekämpft.
Ein Gesetz, das die Rahmenbedingungen für einen Streik regelt, gibt es nicht. Ein Bundesgerichtsentscheid hält jedoch fest, dass vier Voraussetzungen für einen Streik gegeben sein müssen. Der Streik muss von einer tariffähigen Organisation getragen werden und durch Gesamtarbeitsvertrag regelbare Ziele verfolgen. Weiter darf er nicht gegen die Friedenspflicht verstoßen und auch nicht unverhältnismäßig sein.
In der Schweiz wurde zwischen 1996 und 2008 durchschnittlich etwas mehr als fünfmal pro Jahr gestreikt. Pro 1000 Arbeitnehmer fielen damit 2,9 Arbeitstage aus, im Vergleich zu 3,7 Arbeitstagen in Deutschland und 1,1 Arbeitstagen in Österreich in derselben Zeitspanne.

### Österreich
Ganz ähnlich ist die Situation in Österreich mit der sogenannten Sozialpartnerschaft.

### Vereinigtes Königreich
Das Streikrecht wurde im Jahr 2023 unter der Regierung von Rishi Sunak stark eingeschränkt. So können Beschäftigte auch während eines Streiks zur Arbeit verpflichtet werden. Der Trades Union Congress legte dagegen Beschwerde bei der Internationalen Arbeitsorganisation ein.

## Internationale Regelungen

### Europarat und Europäischer Gerichtshof für Menschenrechte
Die Europäische Menschenrechtskonvention (EMRK) wird vom Europäischen Gerichtshof für Menschenrecht so interpretiert, dass Art. 11 MRK ein Recht auf Tarifverhandlungen über die Arbeitsbedingungen und ein daran anknüpfendes Streikrecht beinhaltet, das nur für Angehörige der Streitkräfte, der Polizei und der hoheitlichen Staatsverwaltung generell ausgeschlossen werden kann. (Siehe hierzu aber auch: Abschnitt „Beamtenstreik“.)

### Europäische Union
Charta der Grundrechte der Europäischen Union, Artikel 28 (Recht auf Kollektivverhandlungen und Kollektivmaßnahmen) legt fest:
Die Arbeitnehmerinnen und Arbeitnehmer sowie die Arbeitgeberinnen und Arbeitgeber oder ihre jeweiligen Organisationen haben nach dem Unionsrecht und den einzelstaatlichen Rechtsvorschriften und Gepflogenheiten das Recht, Tarifverträge auf den geeigneten Ebenen auszuhandeln und zu schließen sowie bei Interessenkonflikten kollektive Maßnahmen zur Verteidigung ihrer Interessen, einschließlich Streiks, zu ergreifen. Bezüglich des sozialen Arbeitsrechts ist im Vertrag über die Arbeitsweise der Europäischen Union (AEUV) festgelegt, dass die Europäische Union keine Kompetenzen in den Bereichen Arbeitsentgelt, Koalitionsrecht, Streikrecht und Aussperrungsrecht hat (Art. 153 (5) AEUV).

### Internationale Arbeitsorganisation
Das Vereinigungsrecht ist in den Kernarbeitsnormen der Internationalen Arbeitsorganisation festgeschrieben: Die Konventionen „87 – Vereinigungsfreiheit und Schutz des Vereinigungsrechts“ und „98 – Vereinigungsrecht und das Recht zu Kollektivverhandlungen“ beinhalten das Recht der Arbeitnehmer, sich in Gewerkschaften zu organisieren. Inwieweit die Konvention 87 auch ein Streikrecht der Gewerkschaften beinhaltet, ist strittig, wobei Arbeitgeber- und Arbeitnehmerverbände hierzu seit den 1990ern unterschiedliche Auffassungen vertreten.

## Debatte um politische Streiks
In der Geschichte ist es kaum möglich, „politische“ und „ökonomische“ Streiks vollkommen zu trennen – von der 1848er Revolution an waren Arbeitsniederlegungen immer wieder verbunden mit im weiteren Sinne politischen Forderungen, die über Lohnerhöhungen hinausgingen. Sie reichten von demokratischem Wahlrecht über sozialpolitische Maßnahmen bis hin zur Vergesellschaftung der Schlüsselindustrien.
Politische Streiks in Diktaturen oder gegen Staatsstreiche gegen bestehende Demokratien können zur Entwicklung demokratischer Verhältnisse oder zum Erhalt der Demokratie beitragen: So trug der im Namen von Reichspräsident Friedrich Ebert ausgerufene Generalstreik nach dem Kapp-Putsch 1920 (der sich gegen die demokratisch gewählte Regierung von SPD, Zentrum und DDP unter Gustav Bauer (SPD) richtete) zur Niederschlagung des Putsches und zur Verteidigung der noch jungen demokratischen Verfassung bei. Die bewaffneten Arbeiter und kommunistischen Kampfverbände konnten den Putschversuch durch einen Generalstreik vereiteln. Die August-Streiks 1980 in Polen führten mit dem Augustabkommen zu einer Anerkennung einer Opposition im Sozialismus.
Doch obwohl auch in Deutschland immer wieder Streiks mit solchen politischen Zielsetzungen verbunden wurden, ist diese Form des „politischen Streiks“ stets umstritten gewesen. Einerseits gab es innerhalb der Arbeiterbewegung Debatten um die Wirksamkeit von „Massenstreiks“, andererseits argumentierten Unternehmer und Staatsvertreter stets, dass Streiks entweder an sich illegitim seien oder doch zumindest auf ökonomische Ziele begrenzt werden müssten.
Nachdem der letzte große politische Generalstreik in Westdeutschland 1948 zur Herausbildung einer sozialen Marktwirtschaft geführt hatte, kam es noch einmal 1952 zu Proteststreiks gegen die bevorstehende parlamentarische Verabschiedung des Betriebsverfassungsgesetzes, die auf eine Ausweitung der betrieblichen Mitbestimmung zielten, jedoch weitgehend scheiterten. Erst infolge dieses Scheiterns wurde in Deutschland die Ansicht von der Illegitimität politischer Streiks durchgesetzt. Als nicht-tariflichen Arbeitskampf betrachte die herrschende Meinung den Demonstrationsstreit als nicht durch Art. 9 Abs. 3 GG gedeckt. Im Rahmen des Grundrechts auf freie Meinungsäußerung stehen kurze politische Demonstrationsstreiks jedoch nicht unter strafrechtlicher Sanktion wegen Nötigung eines Verfassungsorgans, sie können aber wegen Verletzung arbeitsvertraglicher Leistungspflicht einen zivilrechtlichen Schadensersatzanspruch des Arbeitgebers nach sich ziehen. Begründet wird das Verbot politischer Kampfstreiks damit, dass in einer repräsentativen Demokratie die politische Willensentscheidung durch die dafür vorgesehenen Organe in dem verfassungsmäßig vorgesehenen Verfahren frei von Zwängen zu treffen sei. Aus diesem Grund schütze das Grundgesetz in Art. 9 Abs. 3 GG explizit Arbeitskämpfe, die „zur Wahrung und Förderung der Arbeits- und Wirtschaftsbedingungen“ geführt werden. Auch widerspräche es dem Demokratieprinzip, wenn die Gewerkschaften per Streik politische Forderungen durchsetzen könnten, die von einer Mehrheit des Parlamentes nicht geteilt werden.
Diese Interpretation ist jedoch durchaus umstritten. Dabei wird die Vereinbarkeit des Verbots politischer Streiks in Deutschland mit internationalem und europäischem Recht in Zweifel gezogen. So wird das Streikrecht im Rahmen mehrerer internationaler Abkommen, aber auch im Rahmen der Rechtsprechung des EGMR, nicht so restriktiv wie in Deutschland gehandhabt. Deutsche Gerichte mussten sich bislang allerdings mangels Anlasses hiermit noch nicht auseinandersetzen. Neben der Gewerkschaft ver.di und der IG BAU fordert von den im Deutschen Bundestag vertretenen Parteien die Die Linke ein politisches Streikrecht. Auch die GEW sprach sich auf ihrem Gewerkschaftstag 2013 für den politischen Streik aus. Die Naturfreundejugend Deutschlands schloss sich auf dem Bundesausschuss 2015 dieser Position an.
In Frankreich und Italien ist der Streik dagegen organisationsunabhängig als individuelles Recht von der Verfassung garantiert und anerkannter Ausdruck der politischen Willensäußerung auch gegen Parlament und Regierung. Politische Streiks sind hier nicht nur legal, sondern kommen auch regelmäßig als Mittel politischer Auseinandersetzung zum Tragen: Die Pariser Mai-Unruhen von 1968 und der anschließende Generalstreik führten zu Neuwahlen, Lohnerhöhungen und einer Hochschulreform in Frankreich. Auch in jüngster Zeit kam es mehrfach zu Generalstreiks.
Man kann angelehnt an Rosa Luxemburg unterschiedliche Idealtypen des Streiks unterscheiden, die sich in der Realität jedoch oftmals überlappen. Im Hinblick auf die Ausrichtung lassen sich ökonomische und politische Streiks differenzieren. Hinsichtlich des Umfangs eines Streiks unterscheidet sich der sektorale vom branchenübergreifenden oder landesweiten Generalstreik. In Bezug auf die Funktion eines Streiks kann zwischen einem offensiven Streik, in dem selbst gewählte Ziele erreicht werden sollen (also beispielsweise eine Arbeitszeitverkürzung) und einem defensiven auf die Abwehr ökonomischer oder politischer Verschlechterungen bezogenen Arbeitskampf unterschieden werden. Zudem können Streiks unterschiedliche Formen annehmen. Vom Demonstrationsstreik, der punktuell für eine bestimmte Zeit ausgerufen wird, unterscheidet sich der Kampfstreik dahingehend, dass er auf unbestimmte Zeit bis zur Erreichung des Zieles ausgetragen wird.
Diese Einteilung macht deutlich, dass die im täglichen Gebrauch häufig synonym verwendeten Begriffe politischer Streik und Generalstreik nicht bedeutungsgleich sind. Ein Generalstreik kann zwar, muss aber nicht politisch sein. Denkbar ist z. B. ein auf ökonomische Ziele gerichteter sektoraler Streik, der sich zu einem Generalstreik ausweitet.
Will man die Unterteilung auf die in den 2000er und 2010er Jahren sich mehrenden Streiks in Südeuropa übertragen, hatten diese meist den Charakter von defensiven politischen Generalstreiks in der Form von Demonstrationsstreiks. Im Folgenden sollen einige Beispiele genannt werden:
In Italien folgten am 6. Mai 2011 58 % der Beschäftigten dem Aufruf zum politischen Generalstreik gegen die Wirtschaftspolitik der Regierung Berlusconi.
Am 6. September 2011 fand in Italien ein politischer Generalstreik gegen das Sparpaket der Regierung Berlusconi statt, in dessen Artikel 8 die betriebliche Verhandlungsebene dem nationalen Tarifvertrag gleichgestellt werden sollte.
Zwischen 1980 und 2011 fanden in Griechenland 49 landesweite branchenübergreifende politische Streiks statt. Alleine 11 davon fanden seit dem Beginn der Sparmaßnahmen 2009 bis Februar 2011 statt.
In Spanien fand am 29. September 2010 ein landesweiter Generalstreik statt, der sich gegen ein Kürzungspaket und Gesetzesvorhaben zur Deregulierung des Arbeitsmarkts der Regierung Zapatero richtete.
Am 14. November 2012 traten erstmals Beschäftigte in Spanien und Portugal zeitgleich in einen Generalstreik. Dieser richtete sich gegen die Austeritätspolitik von EZB, IWF und EU-Kommission.

## Streiks außerhalb des Arbeitslebens
Bei Streiks außerhalb des Arbeitslebens handelt es sich um Protest- und Boykottformen, die den Begriff Streik im übertragenen Sinne benutzen. Nicht die kollektive Vorenthaltung vertraglich vereinbarter Arbeitsleistungen, sondern die gezielte Verweigerung an üblichen Abläufen oder Geschehnissen teilzunehmen beziehungsweise ihre bewusste Verhinderung, ist das Kampfmittel, mit dem die Beteiligten bestimmte Forderungen deutlich machen oder ihnen Nachdruck verleihen wollen. So werden bei Studentenprotesten häufig der Betrieb der Universität und die Lehrveranstaltungen bestreikt. Einen Konsum-Streik stellen der Boykott und der Kauf-nix-Tag dar. Im Gebärstreik wird die Verweigerung des Zeugens und Gebärens als politisches Druckmittel eingesetzt. Auch der Hungerstreik gehört in politischer Hinsicht in diese Kategorie, wie auch der Ärztestreik in gesundheitspolitischer.

## Wirtschaftliche Aspekte
Ein Streik wirkt sich unmittelbar auf die bestreikten Unternehmen aus. Dort kommt es zu Unterbrechungen des Produktionsprozesses und zu ganzem oder teilweisem Produktionsausfall, der Umsatzrückgänge und Gewinnminderungen oder sogar Verluste zur Folge hat. Durch Interdependenzen (etwa zwischen Vorlieferanten, Zulieferern und der Produktionswirtschaft) bleibt ein Streik oft nicht auf einen Wirtschaftszweig beschränkt, sondern greift später auf andere Branchen über (Übertragungseffekt). Ein Generalstreik legt sofort die gesamte Volkswirtschaft lahm. Es kann zu Versorgungsengpässen kommen, die mit Preissteigerungen oder Hamsterkäufen einhergehen können. Folge ist ein Rückgang des Bruttoinlandsprodukts in streikfreudigen Ländern und damit die Verschlechterung volkswirtschaftlicher Kennzahlen.

## Statistik
In Deutschland fielen zwischen 2005 und 2012 im Durchschnitt 16 Personentage jährlich pro tausend Beschäftigte streikbedingt aus. In Frankreich liegt dieser Wert bei 139 Personentagen, es folgen Dänemark (117), Kanada (104), Finnland (84), Belgien (73), Spanien (65) oder Norwegen (59). Wenig gestreikt wird in den USA (10), Niederlanden (9), Schweden (6), Österreich (2) oder in der Schweiz (1).

## Verwendung des BegriffsStreikin anderen Protestformen
- Hungerstreik: Essensverweigerung
- Mietstreik: kollektive Verweigerung von Mietzahlungen an Hauseigentümer bzw. Vermieter.
- Studentenstreik: Die Schüler oder Studenten boykottieren die Lehrveranstaltungen bzw. blockieren und teilbestreiken (z. B. als Tutoren) den regulären Lehrbetrieb
- Sexstreik: Verweigerung des Geschlechtsverkehrs, um auf das andere Geschlecht Druck auszuüben (Literarisch: Lysistrata)
- Sitzstreik (auch: Sit-in): Die Streikenden bleiben untätig am Arbeitsplatz; kann auch in Form von Straßenblockaden geschehen, um für bestimmte politische Ziele zu demonstrieren (siehe auch: Sitzblockade)
- Steuerstreik: Revolte der Steuerzahler gegen als nicht legitimiert wahrgenommene Ausgaben-, Einnahmenpolitik
- Verbraucherstreik: Wortschöpfung für eine Form des Boykotts von Waren oder Dienstleistungen
- Klimastreik: Demonstrationen für politische Änderungen gegen den Klimawandel der Erde.

## Zwangsschlichtung
In Staaten mit fehlendem oder eingeschränktem Streikrecht wird vom Mittel der Zwangsschlichtung, Gebrauch gemacht, bei dem die Konfliktparteien den Spruch eines gemeinsam bestimmten Schlichters von vornherein anerkennen oder anerkennen müssen.

## Streik in den Medien
- Statschka Streik, Regie: Sergeij M. Eisenstein, UdSSR 1924
- Brüder, Regie: Werner Hochbaum, Deutschland 1929 – Spielfilm über den Generalstreik im Hamburger Hafen 1896/97
- Salt of the Earth, Regie: Herbert J. Biberman, USA 1953, Langer Streik der Bergarbeiter in Silver City
- La Reprise du travail aux usines Wonder, Regie: Jacques Willemont Frankreich 1968 – kurzer Film über die Wiederaufnahme der Arbeit nach dem Mai 68
- Harlan County U.S.A., Regie: Barbara Kopple, USA 1976
- Der Fernsehfilm Shada aus der Serie Doctor Who konnte wegen eines Streiks in den Studios nicht fertiggestellt werden und blieb ein Fragment. Im Wesentlichen wurden nur die Außenaufnahmen fertig. Auf der Videokassette mit dem Fragment wird der Streik „industrial action“ (deutsch: Arbeitskampf) genannt.
- 7 Tage im Oktober, Dokumentarfilm über den Streik der Bochumer Opelbelegschaft im Oktober 2004
- „Es geht nicht nur um unsere Haut“. Der Streik der Belegschaft des Bosch-Siemens-Hausgerätewerks in Berlin gegen die Schließung, Regie: Holger Wegemann, Deutschland 2007, Beschreibung.
- We Want Sex (Originaltitel: Made in Dagenham) ist ein britischer Film des Regisseurs Nigel Cole aus dem Jahr 2010. Thema ist die Durchsetzung fairer Löhne für Frauen in der englischen Automobilindustrie (Equal Pay) und damit die Frage nach der Streikbereitschaft und der gewerkschaftlichen Organisation von Frauen.

Siehe auch: Liste politischer Dokumentarfilme, Dokumentarfilme zur Arbeit